# Adolfo Castañón
Adolfo Castañón Morán (Ciudad de México, 8 de agosto de 1952), conocido como Adolfo Castañón, es un narrador, ensayista y poeta mexicano. Estudió en la Facultad de Filosofía y Letras de la Universidad Nacional Autónoma de México (UNAM). Ha sido gerente editorial y director de la Unidad Editorial del Fondo de Cultura Económica; codirector de la serie Periolibros 
(Fondo de Cultura Económica/UNESCO), fundador de Cave Canem, investigador del IIFL. Es el sexto ocupante de la silla II de la Academia Mexicana de la Lengua desde 2003 y presentó su discurso el 10 de marzo de 2005. Recibió el Premio Xavier Villaurrutia en 2008, por su ensayo Viaje a México. Ensayos, crónicas y retratos, y el Premio Nacional de Periodismo "José Pagés Llergo", hoy llamado Premio Nacional de Comunicación "José Pagés Llergo", en 2009, por el programa Los maestros detrás de las ideas, de TV UNAM. En 2018, recibió el Premio Internacional "Alfonso Reyes", por su destacada trayectoria literaria, y el Premio de Fuentes y Documentos "Manuel González Ramírez" otorgado por el Instituto Nacional de Estudios Históricos de las Revoluciones de México (INEHRM). En 2020, el Premio Nacional de Artes y Literatura.

## Datos biográficos
Hijo de Estela Morán Núñez, doctora, y de Jesús Castañón Rodríguez, licenciado, Adolfo Castañón estudió literatura y lingüística hispánicas en la Facultad de Filosofía y Letras de la Universidad Nacional Autónoma de México (UNAM). En distintos periodos, ha fungido como editor y gerente editorial del Fondo de Cultura Económica y secretario de redacción de La Gaceta de esa editorial; investigador en el Seminario de Cultura Nacional, dirigido por José Emilio Pacheco; en el Instituto Nacional de Antropología e Historia; en el Centro de Estudios Literarios de la UNAM. Durante su gestión se alentó una política de apertura a las letras hispanoamericanas, contribuyendo así a la fijación de su canon. Entre los numerosos proyectos que desarrolló, cabe señalar los tres volúmenes de la compilación México en la obra de Octavio Paz (1987), bajo la supervisión de este autor. Los tres volúmenes de esta serie (El peregrino en su patria. Generaciones y semblanzas y Los privilegios de la vista) caben ser considerados como la semilla a partir de la cual se dio el enunciado editorial de las Obras completas de Octavio Paz en 15 volúmenes, cuya edición mexicana supervisó en lo editorial y en lo administrativo. Fue tutor en el Fondo de Cultura Económica para la Beca de Ensayo de Jóvenes Creadores, impartiendo talleres para los encuentros oficiales; profesor visitante en la Universidad de Perpiñán, Francia, desde marzo del 2004; investigador del Centro de Estudios Literarios del Instituto de Investigaciones Filológicas de la UNAM para una antología comentada de Alfonso Reyes, Visión de México, publicada por la Academia Mexicana de la Lengua, (2017); investigador adscrito a la presidencia de El Colegio de México (edición del Diario de Alfonso Reyes; la serie Los maestros detrás de las ideas, producida por TV UNAM). Es miembro de número de la Academia Mexicana de la Lengua y, desde 2005, secretario de la Comisión de Consultas. Desde 2009 es presidente de la Comisión de Comunicación e Informática, y desde 2011 Bibliotecario-Archivero  asesor editorial en Siglo XXI Editores.
En 1987 recibió, junto con los miembros de la redacción, el Premio Nacional de Periodismo y de Información 1987, correspondiente a Divulgación Cultural, para La Gaceta del Fondo de Cultura Económica, Como editor huésped de la Nouvelle Revue Française, publicó un dossier (introducción, selección y notas) de literatura mexicana contemporánea de diversos autores.[cita requerida]
En 1989, durante su gestión al frente de la gerencia editorial del Fondo de Cultura Económica, esta editorial recibió el Premio Príncipe de Asturias en el área de comunicación. Fue codirector del proyecto Periolibros, en colaboración con la Unesco durante 1992-1997; editó una biblioteca de medio centenar de autores en diarios de España, Portugal, México, América Latina, Estados Unidos e Israel. Además, se encargó de los trabajos asociados a la configuración del Catálogo Patrimonial del Fondo de Cultura Económica y la Memoria editorial 1990-2000, amén de muchos otros trabajos editoriales firmados, anónimos o seudónimos. A lo largo de varios lustros en el FCE realizó y organizó varios centenares de presentaciones de libros dentro y fuera del país. Todas estas acciones contribuyeron al crecimiento de la presencia y difusión en muchos aspectos de la cultura hispanoamericana y de los libros de la editorial en múltiples aspectos dentro y fuera de su país.[cita requerida]

## Obras significativas
- El reyezuelo (1981)
- Alfonso Reyes, caballero de la voz errante (1988)
- El mito del editor y otros ensayos (1993)
- Un grano de sal y otros cristales (1998)
- A veces prosa (2003)
- Visión de México Tomo I (2018)
- Visión de México Tomo II (2018)

## Obras especializadas

### Sobre Alfonso Reyes
- El reyezuelo, en revista Caos, núm. 7, 1981, pp. 25-30. Ediciones diversas: en Universidad Autónoma Metropolitana, 1988, 67 pp.; en Ediciones TEA, Secretaría de Educación Pública, 1984; en Taller Martín Pescador, Santa Rosa, Michoacán, 1987; en Caracas, Venezuela, Monte Ávila Editores, 1992, 103 pp. [incluye Fuera del aire y El pabellón de la límpida soledad].
- Alfonso Reyes, caballero de la voz errante. México, Jordi Boldó editor,  87 pp., 1988. En Bogotá, Colombia, Editorial Tercer Mundo, 129 pp., 1991. [edición corregida y aumentada]. En Monterrey, Nuevo León, México, Universidad de Nuevo León. Reunión de ensayos críticos sobre este autor, 2007, 343 pp. [Edición nuevamente corregida y aumentada]. En Editorial Academia Mexicana de la Lengua, Juan Pablos Editor, Universidad Autónoma de Nuevo León, 2012, 580 pp. [edición ampliada, corregida y revisada]. El Colegio de México, Universidad Autónoma de Nuevo León, 2018, 6a. ed., 741 pp.
- Mitología del año que acaba, de Alfonso Reyes, 1987.
- Alfonso Reyes lee El Quijote, compilación de Adolfo Castañón y Alicia Reyes. El Colegio de México, 2008, 215 pp.
- Nuestra lengua y otros cuatro papeles de Alfonso Reyes, prólogo y notas de Adolfo Castañón, Conaculta, Summa Mexicana, 2009.
- Alfonso Reyes: el libro de las Jitanjáforas y otros papeles. Seguido de retruécanos, sonetórpidos y porras deportiva. Selección, prólogo y notas de Adolfo Castañón, México, Benito Artigas. Las Semanas del Jardín, No. 1, 2010.
- Alfonso Reyes en una nuez: índice consolidado de nombres propios de personas, personajes y títulos en sus obras completas. México, Ciudad de México. El Colegio Nacional. 2018.
- Visión de México: Tomo I. Ciudad de México. Academia Mexicana de la Lengua, 2018.
- Visión de México: Tomo II. Ciudad de México. Academia Mexicana de la Lengua, 2018.

### Sobre Octavio Paz
- Tránsito de Octavio Paz [1914-1918]. México, Gobierno del Estado de Puebla, 1998. “Tránsito de Octavio Paz” (pp. 101-119), en: Golpe de Dados. Bogotá, Colombia, número clvi, vol. xxvi, noviembre-diciembre, 1998.
- Recuerdos de Coyoacán, Ditoria, 1998.
- Octavio Paz. Fragmentos de un itinerario luminoso (pp. 22-38), en: México, UNAM, Cuadernos Americanos, núm. 70, 1998.
- Tránsito de Octavio Paz [1914-1918], seguido de Recuerdos de Coyoacán. Prólogo de Soledad Álvarez. Santo Domingo, República Dominicana, Ediciones de la Feria del Libro,  1999, 84 pp.
- Tránsito de Octavio Paz (1914-1998) seguido de Recuerdos de Coyoacán, por José Rafael Lantigua, Biblioteca, República Dominicana, 18 de abril de 1999, p. 26.
- Recuerdos de Coyoacán, México, Editorial Verdehalago, 2000, 63 pp.
- The Passing of Octavio Paz [Edición bilingüe], traducción al inglés de Beatriz Zeller. Toronto, Canadá, Mosaic Press, 2000, 37 pp.
- Recuerdos de Coyoacán. Tránsito de Octavio Paz, libreta y disco compacto, presentación de Carmen Leñero, México, UNAM, Colección Voz Viva, 2015, 131 pp.
- Recuerdos de Coyoacán. Tránsito de Octavio Paz, libreta y disco compacto, presentación de Carmen Leñero, México, UNAM, Colección Voz Viva, 2015, 131 pp.
- Trinidad profana: Octavio Paz, Efraín Huerta, José Revueltas, México, Ediciones Sin Nombre, 2016, 137 pp.
- Huellas del peregrino, de Octavio Paz. Edición y selección: Fondo de Cultura Económica, 2010, 352 pp.
- Cartas cruzadas: Arnaldo Orfila, Octavio Paz, 1965-1970, presentación, Jaime Labastida; introducción y notas, Adolfo Castañón: con la colaboración de Milenka Flores y Alma Delia Hernández. México, Siglo XXI Editores, 2016.

### Sobre Michel de Montaigne
- Hacia la torre de Montaigne, [Traducción]. En: Michel de Montaigne, De la educación de los hijos. Madrid, 1998.
- Por el país de Montaigne (edición nuevamente corregida y aumentada) [Traducción]. México, Paidós,  204 pp., 2000.
- Por el país de Montaigne [Traducción]. México, El Colegio de México, 2015, 352 pp.

## Obra completa

### Poesía
- El reyezuelo, en Revista Caos número 7, 1981, pp- 25-30. En México, Universidad Autónoma Metropolitana, 1988, 67 pp. En Ediciones TEA, Secretaría de Educación Pública, 1984. En Taller Martín Pescador, Santa Rosa, Michoacán, 1987.En Caracas, Venezuela, Monte Ávila Editores, 1992, 103 pp. [incluye Fuera del aire y El pabellón de la límpida soledad].
- Sombra pido a una fuente, Margen de Poesía, Universidad Autónoma Metropolitana, 1992, 32 pp.
- Sombra pido a una fuente. México, Universidad Autónoma Metropolitana, 1994, 32 pp.
- La otra mano del tañedor. México, El Tucán de Virginia, 1994, 107 pp.
- Tránsito de Octavio Paz [1914-1918]. México, Gobierno del Estado de Puebla, 1998. “Tránsito de Octavio Paz” (pp. 101-119), en: Golpe de Dados. Bogotá, Colombia, número clvi, vol. xxvi, noviembre-diciembre, 1998.
- Recuerdos de Coyoacán, Ditoria, 1998.
- Octavio Paz. Fragmentos de un itinerario luminoso (pp. 22-38), en: México, UNAM, Cuadernos americanos, núm. 70, 1998
- Recuerdos de Coyoacán. Madrid, España, Los Libros de la Galera Sol, 1999.
- Tránsito de Octavio Paz [1914-1918] seguido de Recuerdos de Coyoacán. Prólogo de Soledad Álvarez. Santo Domingo, Rep. Dominicana, Ediciones de la Feria del Libro,  1999, 84 pp.
- Tránsito de Octavio Paz (1914-1998) seguido de Recuerdos de Coyoacán, por José Rafael Lantigua, Biblioteca, República Dominicana, 18 de abril de 1999, p. 26.
- Recuerdos de Coyoacán, México, Editorial Verdehalago, 2000, 63 pp.
- The Passing of Octavio Paz; [Edición bilingüe], traducción al inglés de Beatriz Zeller. Toronto, Canadá, Mosaic Press, 2000, 37 pp.
- Había una voz. Xalapa, México, Universidad Veracruzana, 2000, 127 pp
- La campana y el tiempo (poemas 1973-2003), Prólogo de Juan Gustavo Cobo Borda. Perú, Editorial Hueso Húmero, 2003, 360 pp.
- La campana y el tiempo (poemas 1973-2003), Editorial Práctica Moral, 2004, 320 pp.
- La campana y el tiempo (poemas 1973-2003). México, D. F., Dirección General de Publicaciones de Conaculta, 2005, 320 pp.
- La belleza es lo esencial, Ediciones sin Nombre, 2005, 95 pp.
- Agua ensimismada. México, Editora de Gobierno del Estado de Veracruz, 2006, 84 pp.)
- La belleza es lo esencial (Aforismos). México, Ediciones Sin Nombre, 2006, 95 pp.
- De Babel a Papel (Paseos VI). Medellín, Col., Eafit, 2007, p.354; Editorial Monte Ávila, Caracas, Venezuela, 2007.
- La tercera mitad del corazón, Primera edición en Práctica Mortal, Edición: Dirección General de Publicaciones del Consejo Nacional para la Cultura y las Artes, México, 2012.
- Recuerdos de Coyoacán (fragmento) en Historias e imagen de Coyoacán, Edición Voces de la Cultura, 2012, pp. 149-150.
- Perfiles del camino, Ediciones Sin Nombre/Luz del Sur Ediciones, colección: Cuadernos de la Salamandra, México, 2013, 45 pp.
- Recuerdos de Coyoacán. Tránsito de Octavio Paz, libreta y CD, presentación de Carmen Leñero, México, UNAM, Colección Voz Viva, 2015, 131 pp.
- Local del mundo : civismo de Babel. Universidad Veracruzana. Xalapa, Veracruz. 2 de marzo de 2018.
- Local del mundo : Cuadernos del calígrafo. Universidad Veracruzana. Xalapa, Veracruz. 2 de marzo de 2018.

### Ensayo
- Cheque y carnaval. México, Universidad Autónoma Metropolitana, 127 pp. Glosas sobre el cultivo y la cultura en México. Serie de reflexiones sobre la práctica del trabajo editorial y cultural en México, 1978.
- Alfonso Reyes, caballero de la voz errante. México, Jordi Boldó editor,  87 pp. 1988.
- Arbitrario de literatura mexicana (Paseos I). México, Editorial Vuelta, 1991.
- Alfonso Reyes, caballero de la voz errante [edición corregida y aumentada]. Bogotá, Colombia, Editorial Tercer Mundo, 129 pp., 1991.
- Don Quijote y la máquina encantadora, en: Nueva Revista de Filología Hispánica. México, El Colegio de México, Centro de Estudios Lingüísticos y Literarios, Tomo xl, No. 1, 1992. Homenaje a Antonio Alatorre en su lxx Aniversario, 1992, pp. 323-330.
- Don Quijote y la máquina encantadora, en: Julio Ortega (editor), La cervantiada. México, El Equilibrista / UNAM, 1992., pp. 287-296.
- Arbitrario de literatura mexicana (Paseos I). México, Editorial Vuelta, 602 pp., 1993
- La gruta tiene dos entradas (Paseos II). México, Editorial Vuelta, México, 252 pp., 1993.
- El mito del editor y otros ensayos (Paseos III), México, Miguel Ángel Porrúa Editor, 115 pp., 1993, 117 pp.
- La gruta tiene dos entradas, Editorial Vuelta, 1994, 254 pp.
- El jardín de los eunucos (paseos III), Universidad Autónoma de Nuevo León, 1998, 230 pp.
- El jardín de los eunucos (Paseos III) [incluye Cheque y carnaval y El mito del editor y otros ensayos]. México, Dirección General de Publicaciones del Consejo Nacional para la Cultura y las Artes, 1998, 229 pp.
- Lugares que pasan (Paseos IV). México, Dirección General de Publicaciones del Consejo Nacional para la Cultura y las Artes, 1998, 250 pp.
- Grano de sal edición de dos ejemplares hechos a mano, 1998. [edición corregida y aumentada]. México, Breve Fondo Editorial, 1999, 169 pp. [edición nuevamente corregida y aumentada]. México, Editorial Planeta, 2000, 169 pp. EnEdiciones Sin Nombre  y Universidad del Claustro de Sor Juana, 2009. En Universidad del Claustro de Sor Juana, 2009. Crónicas y ensayos cuyo común denominador es la cocina y la alimentación. En Universidad del Claustro de Sor Juana, Bonilla Artigas Editores, 2017, 340 p.
- Hacia la torre de Montaigne, en: Michel de Montaigne, De la educación de los hijos. Madrid, 1998.
- Breve arbitrario de literatura mexicana, México, Biblioteca del ISSSTE, 165 pp., 1999.
- Por el país de Montaigne (edición nuevamente corregida y aumentada). México, Paidós,  204 pp., 2000.
- América sintaxis. Algunos perfiles latinoamericanos (Paseos V). México, Editorial Aldus, 2000, 565 pp.
- Lectura y catarsis. Tres papeles sobre George Steiner seguidos de un ensayo bibliográfico y de una hemerografía del autor. México, Ediciones Sin Nombre, Ediciones Casa Juan Pablos, 2000, 78 pp. En este libro se reúnen diversos textos sobre el autor de Después de Babel. No sólo se tratan los libros de ensayos de George Steiner sino también sus narraciones y     cuentos.
- Varios: Ensayo literario mexicano (selección de John S. Brushwood, Evodio Escalante, Hernán Lara Zavala y Federico Patán): Literatura o grafomanía. México, 2001.
- El mito del editor (Algunas imágenes del mundo editorial en la literatura contemporánea), en El libro y las nuevas tecnologías. Los editores ante el nuevo milenio, Ediciones El Ermitaño, FIL Guadalajara, Solar, Heidelberg, Adobe, noviembre de 2001, pp. 207-223.
- La poesía como una conquista del silencio, en: Varela, B., Donde todo termina abre las alas. Barcelona, 2001.
- América sintaxis, Heredia, Costa Rica, Editorial Universidad Nacional, 2002, 551 pp.
- La gruta tiene dos entradas (Paseos II) México, Editorial Aldus. Ensayos sobre diversos autores, principalmente europeos como Chamfort, Eliade, Jünger, Malraux, Voltaire, entre otros, 2002.
- Nueve del Treinta. México, Ediciones Sin Nombre, Conaculta, 107 pp., 2002.
- Fulgor de María Zambrano. México, Ediciones Sin Nombre, Fonca, 2002, 69 pp. Además de los ensayos que el autor escribe aquí sobre su obra, se incluye una entrevista que le hizo en 1987 a la pensadora y escritora española.
- Arbitrario de literatura mexicana (Paseos I), México, Lectorum, 2002, 447 pp.
- Arbitrario de literatura mexicana (Paseos I), México, Lectorum, 447 pp., 2003.
- Encuentro con un clásico: Michel de Montaigne (pp. 28-38), en: Weinberg (editora), Ensayo, simbolismo y campo cultural. México, UNAM, 2003.
- Los mitos del editor (Paseos III), Editorial Lectorum, Ensayos sobre libros y bibliotecas., 2005, 249 pp.
- Nada mexicano me es ajeno. Seis papeles sobre Carlos Monsiváis. México, Universidad Autónoma de la Ciudad de México, Colección Al margen, 2005, 73 pp. En este libro se repasan diversas facetas de la figura ubicua y controvertida del escritor mexicano.
- Consejos para el errante, en: Anuario de poesía mexicana 2004, selección de: Tedi López Mills y Luis Felipe Fabre. México, Fondo de Cultura Económica, Colección Tezontle, 244 p. ISBN 968-16-7676-9, agosto de 2005.
- El jardín de los eunucos, en Universidad de Antioquia, septiembre de 2006, 20 pp.
- Viaje a México. Ensayos, crónicas y retratos. Iberoamericana, Vervuert, 2008, 374 pp.
- Para leer a Juan José Arreola, Adolfo Castañón y Nelly Palafox, México, Conaculta, 2008, 81 pp.
- El Quijote y Cervantes a través de Alfonso Reyes, en Cátedra Raúl Rangel Frías. Universidad Autónoma de Nuevo León, 2008.
- América sintaxis, Siglo XXI, México, 2009. Contiene más de 50 semblanzas y comentarios de autores como Jorge Luis Borges, José Bianco, Octavio Paz, Alejandro Rossi, Álvaro Mutis, Augusto Monterroso, Mario Vargas Llosa, Blanca Varela, entre otros, dispuestos según su país de origen.
- Sobre la inutilidad y perjuicios de los fines de siglo, milenio y mundo con especial referencia al ejercicio de la literatura en América Latina y a algunos escritores mexicanos, en particular a Sergio Pitol, Siglo XXI, 2009.
- Alfabeto de las esfinges, ensayos trasatlánticos, UNAM, México, CNCA, DGE, Equilibrista, 2009.
- Algunas letras de Francia, Editorial Veintisieteletras, abril 2009, 232 pp.
- Carta prólogo, Algunas letras de Francia, Madrid editorial 27 letras, 2009.
- Tránsitos y estadías de Adolfo Castañón, De primera intención [Ensayos y comentarios sobre literatura], Soledad Álvarez, Colección del Banco Central de la República Dominicana Departamento Cultural, abril de 2009, págs. 157-163.
- Algunas tardes con Alejandro Rossi: conversaciones, ensayos y apuntes, México, COLMEX, Col. Testimonios, 2010, 165 pp.
- Viaje a México, Conaculta, 2012, 374 pp.
- Trópicos de Gutenberg. Escenas y mitos del Editor, Prólogo de Alejandro Katz, Trama Editorial, Madrid, Esp. 2012. 260 pp.
- La danza de los rumbos, Instituto de Cultura de Morelos, Cuernavaca, Mor., 2012, 182 pp.
- Don Quijote y la máquina encantadora, México, Xalapa: Universidad Veracruzana; Universidad Iberoamericana, colección Biblioteca, 2013, 226 pp.
- Tránsito de Octavio Paz (Poemas, apuntes, ensayos). Seguido de un anexo documental de José E. Iturriaga, México, El Colegio de México, 2014, 753 pp.
- Por el país de Montaigne, México, El Colegio de México, 2015, 352 pp.
- La Academia de perfil, México, Academia Mexicana de la Lengua, 2015, 137 pp.
- Trinidad profana: Octavio Paz, Efraín Huerta, José Revueltas, México, Ediciones Sin Nombre, 2016, 137 pp.
- Leyendas mexicanas de Rubén Darío, México, UNAM, Plantel Naucalpan, Academia Mexicana de la Lengua, 2017, 144 pp.
- Nada mexicano me es ajeno: papeles sobre Carlos Monsiváis, Bonilla Artigas Editores, México, 2017, 271 pp.
- Alfonso Reyes en una nuez: indice consolidado de nombres propios de personas, personajes y títulos en sus obras completas. México, Ciudad de México, El Colegio Nacional. 2018.
- Visión de México: Tomo I. Ciudad de México, Academia Mexicana de la Lengua, 2018.
- Visión de México: Tomo II. Ciudad de México, Academia Mexicana de la Lengua, 2018.

#### Narrativa
- Fuera del aire (Paseos, narraciones, caracteres). México, Ed. La máquina de escribir, 1977, 54 pp.
- El pabellón de la límpida soledad. México, Ediciones del Equilibrista, 1988, 85 pp.
- La batalla perdurable. México, Ediciones del Equilibrista, 1994, 153 pp.
- A veces prosa (incluye: El pabellón de la límpida soledad y La batalla perdurable), México, Editorial Ficticia, 2003, 241 pp.
- La batalla perdurable (a veces prosa). La palabra perdurable de Adolfo Castañón, en Tientos y mediciones. Breve paseo por la reseña bibliográfica de Jaime Muñoz Vargas. Universidad Iberoamericana Torreón, México, 2004, 124-129 pp.
- Lugares que pasan (Paseos IV), [edición revisada y ampliada]. Gobierno del Estado de Veracruz, 2008, 339 pp.]. Crónicas de viaje por diversos países ―España, Israel, Venezuela, Portugal. Incluye una crónica de Estocolmo sobre la ceremonia en que Octavio Paz recibió en 1990 el Premio Nobel.
- Una presencia cotidiana (con añadidos para Xalapa), II, en Revista de la Universidad de México. Nueva Época, Núm. 114, de la Universidad Nacional Autónoma de México, agosto 2013, pp. 92-95.

### Traducciones
- Mi lucha por la tierra, Reies López Tijerina, FCE, 1978, 575 pp.
- Enciclopedias y diccionarios de Alain Rey, 184 pp. 1982
- Jorge Cuesta. Itinerario de una disidencia de Louis Panabière, 405 pp. 1983.
- Ensayo sobre el origen de las lenguas de J. J. Rousseau, 84 pp. 1984
- El poeta como traductor de Charles Tomlinson, Traducción de Adolfo Castañón y Marcelo Uribe en Cuaderno de Traducciones, Fondo de Cultura Económica, 1984, pp. 7-22.
- Después de Babel de George Steiner, 581 pp. 1985
- Traducción e industria editorial (pp. 411-420), en: Herón Pérez Martínez (ed.), Lenguaje y tradición en México. Zamora, Michoacán, México, El Colegio de Michoacán, 1989.
- Traducción e industrial editorial, en Lenguaje y tradición en México, Herón Pérez Martínez, editor, El Colegio de Michoacán, 1989, pp. 411-420.
- Por un Spinoza radical, de Paul Wienphael, 283 pp., FCE, 1990
- Canciones y poemas de Gilles Vigneaut¸ traducción y selección de Fabienne Bradu y Adolfo Castañón, Ediciones sin Nombre, 1993, 145 pp.
- Souvenirs de Coyoacán (fragmento). Trad. Jean-Luc Carrière en La Nouvelle Revue Francaise, octubre, 2001, pp. 83-91..
- Canciones y poemas, Gilles Vigneault [traducción y selección Fabienne Bradu y Adolfo Castañón], ediciones sin nombre, 2003, 148 pp.Lord Acton. Surgimiento y caída del Imperio mexicano, presentación, El Colegio de México, septiembre 2006, 9-12 pp.
- Novena Melancolía, de George Steiner, en Literal, vol. 8, primavera, p. 5, 2007 (traducción)
- Amor y Justicia de Paul Ricoeur; Siglo XXI Editores, 2009
- Escritos y conferencias. Alrededor del psicoanálisis, de Paul Ricoeur, Siglo XXI Editores, noviembre, 2009 (traducción), 247 pp.
- Diario de duelo de Roland Barthes (traducción), Siglo XXI Editores, 2009, 273 pp.
- Escritos y conferencias 2. Hermenéutica, de Paul Ricoeur, en Siglo XXI Editores, 2012.
- Paul Ricoeur, Ser, esencia y sustancia en Platón y Aristóteles, traducción de Adolfo Castañón, México: Siglo XXI, 2013.

### Revistas, periódicos y gacetas

#### La litterature et l’État au Mexique
- Castañón, Adolfo. Note et situations : La litterature et l’État au Mexique (1876-1910. Etudes Mexicaines 5 Université de Perpignan (1981).
- Castañón, Adolfo. Notes et situations: La littérature et l'Etat au Mexique (1876-1910). Etudes mexicaines 5 (1982): 11-28.

#### RevistaEl Buscón
- Castañón, Adolfo. Aplaudidos y humillados. Revista El Buscón (marzo 1983): 27-42.

#### La Gacetadel Fondo de Cultura Económica
- Castañón, Adolfo. Tres formas de Omar. Que nadie regrese. La Gaceta del Fondo de Cultura Económica (septiembre 1984): 39-40 y 126.
- Castañón, Adolfo. Manuel Álvarez Bravo. La Gaceta del Fondo de Cultura Económica (abril 2002): 18.
- Castañón, Adolfo. Entrando en el fuego del Fondo de Cultura Económica. La Gaceta del Fondo de Cultura Económica 405 (septiembre 2004): 18.
- Castañón, Adolfo. José de la Colina: fiesta de la prosa en el mundo. La Gaceta del Fondo de Cultura Económica 408 (diciembre 2004): 31-32.
- Castañón, Adolfo. Una modesta enciclopedia. La Gaceta del Fondo de Cultura Económica 413 (mayo 2005): 6-7.
- Castañón, Adolfo. Pequeño diálogo edificante en torno a la figura del cronista. La Gaceta del Fondo de Cultura Económica 432 (diciembre 2006): 13.
- Castañón, Adolfo. Un viaje cervantino. La Gaceta del Fondo de Cultura Económica 488 (agosto 2011): 15-16.
- Castañón, Adolfo. Miguel de la Madrid y el Fondo de Cultura Económica. La Gaceta del Fondo de Cultura Económica 498 (junio 2012): 22-23.
- Castañón, Adolfo. A orillas del litoral. La Gaceta del Fondo de Cultura Económica 500 (agosto 2012): 11-13.
- Castañón, Adolfo. Dios los hace y ellos se juntan: y se juntaron. La Gaceta del Fondo de Cultura Económica 572 (agosto 2018): 12-13.

#### Fondo de Cultura Económica
- Castañón, Adolfo. A treinta años de "Plural" (1971-1976): revista fundada y dirigida por Octavio. Fondo de Cultura Económica (2001): 177.
- Revista Desfiladero
- Castañón, Adolfo. Tres telas. Revista Desfiladero 3 y 4 (1985): 59-60.

#### RevistaBlanco móvil
- Castañón, Adolfo. María Zambrano en el recuerdo de Juan Soriano. Blanco móvil (1985): 14-23.
- Castañón, Adolfo. Antes. Blanco móvil. 133 (2016): 23-24.
- Castañón, Adolfo. Desde la urticaria de la creación pictórica. Blanco Móvil. 141 y142 (2018): 16, 17.

#### Boletín Editorial de El Colegio de México
- Castañón, Adolfo. Fernando Savater un apóstata razonable. Boletín Editorial de El Colegio de México 142 (1987): 31-32.
- Castañón, Adolfo. El poeta como revisor: notas para la relectura de Pasado en claro. Boletín Editorial de El Colegio de México 114 (de marzo – abril 2005): 15-20.
- Castañón, Adolfo. Breves notas para la historia de una amistad. Pedro Henríquez Ureña en su correspondencia con Alfonso Reyes. Boletín Editorial del Colegio de México 122 (julio – agosto 2006): 28-40.
- Castañón, Adolfo. Alfonso Reyes lee El Quijote y a Cervantes. Boletín Editorial de El Colegio de México. (septiembre – octubre 2007): 7-12.
- Castañón, Adolfo. Eulalio Ferrer: una política de altura. Boletín editorial de El Colegio de México 143 (2009): 3-4.
- Castañón, Adolfo. Saludo a Juan Bosch (1909-2001). Boletín editorial de El Colegio de México 145 (2009): 15-17.
- Castañón, Adolfo. José Gaos, lector de Maimónides. Boletín Editorial de El Colegio de México 14 (julio – agosto 2009).
- Castañón, Adolfo. El poeta como revisor. Notas para la relectura de Pasado en claro. Edición de Anthony Stanton. El Colegio de México (2009): 69-102.
- Castañón, Adolfo. Saludo a Juan Bosch (1909-2001). Boletín Editorial de El Colegio de México 145 (mayo – junio 2010): 15-17.
- Castañón, Adolfo. Espigando en Antonio Alatorre (1922-2010). Boletín Editorial de El Colegio de México 160 (noviembre – diciembre 2012): 3-4.
- Castañón, Adolfo. En memoria (1927-2013). Boletín Editorial de El Colegio de México 168 (marzo – abril 2014): 9-10.

#### Revista de la Biblioteca Nacional de Montevideo, Uruguay
- Castañón, Adolfo. Erasmo mexicano. Revista de la Biblioteca Nacional 96 (diciembre 1989): 95-104.

#### RevistaImago
- Castañón, Adolfo. El vendedor. Revista Imago 7 (mayo 1990): 65-66.

#### RevistaVuelta
- Castañón, Adolfo. Un hombre llamado ciudad. Revista Vuelta 163 (junio 1990): 19-22.

#### Boletín Mexicano de Derecho Comparado
- Castañón, Adolfo. Jesús Castañón Rodríguez y su biblioteca. Boletín Mexicano de Derecho Comparado 75 (septiembre – octubre 1992): 1085-1092.

#### Revista Latinoamericana de Poesía
- Castañón, Adolfo. Poemas. Prometeo. Revista Latinoamericana de Poesía 27 (1992): 18-26.

#### RevistaPauta
- Castañón, Adolfo. Franz Kafka: música, danza y silencio. Revista Pauta (abril – junio 1993): 30-44.
- Castañón, Adolfo. El solista. Revista Pauta. 71 (julio – septiembre 1999): 71-73.
- Castañón, Adolfo. One says Mexico de Stefano Scodanibbio. Revista Pauta. 80 (octubre – diciembre 2001): 15-17.

#### RevistaBajo Palabra
- Castañón, Adolfo. El imperio de la curiosidad intelectual. Revista Bajo Palabra (10 de octubre 1993): 2-3.

#### Cultura de Ovaciones
- Castañón, Adolfo. No todos los hombres son rebeldes, por Josué Ramírez. Cultura de Ovaciones 58 (5 de diciembre de 1999): 6.

#### CONACULTA, Instituto Nacional de Bellas Artes
- Castañón, Adolfo. Lápiz cordial en Homenaje al lápiz. CONACULTA; Instituto Nacional de Bellas Artes; Museo José Luis Cuevas (1999).

#### Revista Crítica
- Castañón, Adolfo. Segundo nacimiento de Narciso. Revista Crítica 75 (abril - mayo de 1999): 124-127.
- Castañón, Adolfo. Alfonso Reyes y la poesía. Revista Crítica 97 (febrero - marzo de 2003): 79-99.
- Castañón, Adolfo. El viaje a México. Revista Crítica 100 (agosto - septiembre de 2003): 100-116.
- Castañón, Adolfo. Alfonso Reyes y la poesía. Revista Crítica 23-24 (diciembre de 2002- enero de 2003): 92-107.
- Castañón, Adolfo. América es la casa. Revista Crítica 113 (diciembre 2005 - enero de 2006): 57-59.
- Castañón, Adolfo. Geografía crítica de Carlos Fuentes. Revista Crítica. 121 (mayo - junio de 2007): 13.
- Castañón, Adolfo. La madurez y la maduración. Revista Crítica 140 (octubre – noviembre de 2010): 186-187.
- Castañón, Adolfo. Poema, Rafael Cadenas. Revista Crítica 145 (septiembre - octubre de 2011): 31.
- Castañón, Adolfo. De la vocación (Gaos-Paz-Blanco). Revista Crítica 157 (enero – febrero de 2014): 20-24.
- Castañón, Adolfo. Encuentros entre Alfonso Reyes y Octavio Paz. Revista Crítica. 164 (abril - mayo 2015): 79-107.
- Castañón, Adolfo. Tres poemas (Desde Beaugency, Me estremezco, Los mensajes y el virus posdata). Revista Crítica 177 (agosto - septiembre 2017): 102-106.34

#### PeriódicoCambia vía
- Castañón, Adolfo. Del arbitrario al jardín pasando por la gruta, de Alfonso Sánchez Arteche. Periódico Cambia vía, 16 de febrero de 1999, 12-13.

#### Periódico La Jornada
- Castañón, Adolfo. Grano de sal, por Cristina Barros y Marco Buenrostro. Periódico La Jornada, 12 de octubre de 1999, 32.
- Castañón, Adolfo. Las cosas que se dicen junto al fuego, de Víctor Palomo. Periódico La Jornada, 19 de diciembre de 1999, 14.
- Castañón, Adolfo. Grano de sal, por Rosa Aurora Chávez. Periódico La Jornada, 16 de abril de 2000, 15.
- Castañón, Adolfo. Carlos Fuentes: nueva visita al México nonato. La Jornada, 2000.
- Castañón, Adolfo. Adolfo Castañón entrega libro de gozosa lectura, Por el país de Montaigne. Pagamos con servidumbre nuestro miedo a la libertad, de Arturo Jiménez, Periódico La Jornada, 5 de diciembre de 2000, 4.
- Castañón, Adolfo. Un pescado refuta la extinción. La Jornada Semanal, mayo 12 de 2013.
- Castañón, Adolfo. José Luis Martínez. La Jornada, 4 de agosto de 2013, 4-5.
- Castañón, Adolfo. Juan Goytisolo a la intemperie. La Jornada, domingo 1 de febrero de 2015, 7.
- Castañón, Adolfo. Tres instantes. La Jornada, 13 de septiembre de 2015, 7.
- Castañón, Adolfo. Hugo Gutiérrez Vega después de su traducción a la otra orilla. La Jornada, 25 de diciembre de 2016, 4-7.
- Castañón, Adolfo. Pastor o el cuento más breve, minificción de Adolfo Castañón, en Minificción: la enorme brevedad, de Javier Perucho. La Jornada, 7 de enero de 2018, p.37.
- Castañón, Adolfo. El marfil de la torre / Arturo González Cosío 1920-2016. La Jornada, 14 de enero de 2018,38.

#### América Latina y sus revistas
- Castañón, Adolfo. Una historia personal de Vuelta, en La cultura de un siglo. América Latina y sus revistas. (1999): 515-524.

#### RevistaRosa Cúbica
- Castañón, Adolfo. Gonzalo Rojas: desde el relámpago. Revista Rosa Cúbica. (1999): 106-118.
- Castañón, Adolfo. Alfonso Reyes y la poesía. Revista Rosa Cúbica. (diciembre de 2002 – enero de 2003): 92-107.

#### RevistaCerro Azul
- Castañón, Adolfo. De la corriente taciturna vía. Revista Cerro Azul. (2000).

#### Ovaciones Cultural
- Castañón, Adolfo. Leer y comer” por Soledad Loaeza. Ovaciones Cultural. (9 de enero de 2000): 6

#### PeriódicoExcélsior
- Castañón, Adolfo. Adolfo Castañón: travesía crítica por Ricardo Sevilla en “Piedra de toque”. Periódico Excélsior, 20 de agosto de 2000, 4.

#### La Razón
- Castañón, Adolfo. León Felipe en la estación mexicana. La Razón 19 (9 de abril de 2016).
- Castañón, Adolfo. Alfonso Reyes y Jorge Luis Borges. Notas para la historia de una amistad. El Cultural, suplemento de La Razón 45 (sábado 30 de abril de 2016): 2-3.
- Castañón, Adolfo. Leyendas mexicanas en Rubén Darío. Suplemento El Cultural de La Razón 63 (sábado 3 de septiembre de 2016): 2-7.
- Castañón, Adolfo. El profesor y su sombra Últimas lecciones de José Gaos. La Razón 73 (12 de noviembre de 2016): 2-5.
- Castañón, Adolfo. Rafael Tovar y de Teresa. Un estadista de la cultura. El Cultural, suplemento de La Razón 78 (sábado 17 de diciembre de 2016): 2-3.
- Castañón, Adolfo. Adolfo Castañón, “Herencia e influencia de Pedro Henríquez Ureña”. La Razón 29 (14 de enero de 2017).
- Castañón, Adolfo. Universidad Veracruzana. Sesenta años de labor editorial. La Razón 96 (sábado 29 de abril de 2017): 2-4.
- Castañón, Adolfo. Fernando Corona: el fuego en letras de molde. El Cultural de La Razón 100 (sábado 27 y domingo 28 de mayo de 2017): 6-7.
- Castañón, Adolfo. En fuga hacia lo oscuro; En memoria de Juan Goytisolo, Monique Lange y Carole Achaché. El Cultural de La Razón. (sábado 1 de julio de 17): 9.
- Castañón, Adolfo. Por los mares de Ramón Xirau (1924-2017). El Cultural de La Razón 32 (5 de agosto de 2017).
- Castañón, Adolfo. Anábasis de Alicia Reyes. El Cultural de La Razón (sábado 23 y domingo 24 de septiembre de 2017): 6-7.
- Castañón, Adolfo. Estampas de Fernando de Szyszlo. El Cultural suplemento de La Razón 119 (sábado 14 de octubre de 2017): 12.
- Castañón, Adolfo. Rodó, Reyes, Henríquez Ureña: Una ciudadanía intelectual. El Cultural suplemento de La Razón (5 de enero de 2018)
- Castañón, Adolfo. Panorama intelectual de José Luis Martínez. El Cultural suplemento de La Razón 134 (sábado 3 de febrero del 2018): 2-6.
- Castañón, Adolfo. Luis Spota, seis novelas revisitadas. El Cultural de La Razón 141 (sábado 24 de marzo de 2018): 6-9.
- Castañón, Adolfo. Letras sueltas y otros poemas. La Razón 145 (21 de abril de 2018): 941
- Castañón, Adolfo. Espirales para un centenario. El Cultural de La Razón 156 (sábado 7 de julio de 2018): 2-6.
- Castañón, Adolfo. El taller de Huberto Batis. El Cultural de La Razón 164 (sábado 1 de septiembre de 2018): 2-3.
- Castañón, Adolfo. Juan José Arreola: un juglar para Gutenberg. La Razón 49 (29 de diciembre de 2018).

#### RevistaAleph
- Castañón, Adolfo. Los escritores y el poder. Revista Aleph 115 (octubre - diciembre de 2000): 196-200.

#### RevistaLetras Libres
- Castañón, Adolfo. Autobiografía precoz de Juan García Ponce. Revista Letras Libres 49 (enero de 2003): 38-41.
- Castañón, Adolfo. Poema: Letras sueltas. Letras Libres 198 (enero de 2003): 55.
- Castañón, Adolfo. Los gatos leen la hora en los ojos de los chinos. Letras Libres 100 (abril de 2007): 117.
- Castañón, Adolfo. Recado para Ingrid Betancourt. Revista Letras Libres 111 (marzo de 2008): 97-98.
- Castañón, Adolfo. Eulalio Ferrer. Háblame en español. Letras Libres 113 (mayo de 2008): 87-88 pp.
- Castañón, Adolfo. Sanador de la polis. Letras Libres 114 (junio de 2008): 87-88.
- Castañón, Adolfo. In memoriam de Eugenio Montejo (1938-2008). Letras Libres 115 (julio de 2008): 103-140.
- Castañón, Adolfo. Epifanías del ingenio: Julián Ríos. Letras Libres 116 (agosto de 2008): 86-87.
- Castañón, Adolfo. Librería Madero: Enrique Fuentes, un librero anticuario. Letras Libres 118 (octubre de 2008): 110-111.
- Castañón, Adolfo. Rendir el sentido, de Juan Arnau. Letras Libres 85 (octubre de 2008): 65-66.
- Castañón, Adolfo. Cuando el tecolote canta: Andrés Henestrosa (1906-2008). Letras Libres 110 (febrero de 2008): 46-48.
- Castañón, Adolfo. Blanca Varela (1926-2009). Letras Libres 124 (abril de 2009): 54 -55.
- Castañón, Adolfo. In Memoriam Eulalio Ferrer Rodríguez (1920-2009). Letras Libres 125(mayo de 2009): 99-100.
- Castañón, Adolfo. Testigos del sacrificio o Que viva el cuchillo. Letras Libres 135 (marzo de 2010): 93.
- Castañón, Adolfo. José María Velasco, el arquitecto del aire. Letras libres (noviembre de 2010): 100-102.
- Castañón, Adolfo. Notas al pie de un Zócalo vacío. Letras Libres 164 (agosto de 2012): 66-71.
- Castañón, Adolfo. Era tanta la luz. Letras Libres 167 (noviembre de 2012): 76
- Castañón, Adolfo. [[Rubén Bonifaz Nuño|Bonifaz Nuño] entre las nieblas del alba. Letras Libres 173 (mayo de 2013): 88-89.
- Castañón, Adolfo. In Memoriam: José María Pérez Gay (1943-2013). Letras Libres 175 (julio de 2013): 84.
- Castañón, Adolfo. Libros considerados necesarios. Letras Libres (agosto de 2013): 24
- Castañón, Adolfo. El mono gramático: cima y testamento. Letras Libres 183 (marzo de 2014): 42-45.
- Castañón, Adolfo. Al calor de la amistad. Correspondencia, 1950-1984, Octavio Paz y José Luis Martínez. Edición de Rodrigo Martínez Baracs, México, FCE, 2014, 220 p. Letras Libres 187 (julio de 2014): 71-72.
- Castañón, Adolfo. Al Zaid en el Zócalo. Letras Libres (17 de octubre de 2014).
- Castañón, Adolfo. Casa de la presencia: Octavio Paz y el arte. Letras Libres 191 (noviembre 2014): 91-92
- Castañón, Adolfo. Octavio Paz: dos lunas en Yucatán (1937). Letras Libres (noviembre 2014).
- Castañón, Adolfo. Un cronista de 21 años ante un poeta de 59. Letras Libres 12 (7 de julio de 2015).
- Castañón, Adolfo. La orquesta del hombre orquesta. Letras Libres 201 (septiembre de 2015): 73-74.
- Castañón, Adolfo. El archiduque en el cerro de las letras. Letras libres 222 (junio de 2017): 32-35.
- Castañón, Adolfo. Para recordar a Alejandro Rossi. Letras Libres 225 (septiembre de 2017): 82-83.

#### Sábado suplemento deUno Más Uno
- Castañón, Adolfo. La historia de México está por comenzar. Sábado suplemento de Uno más uno (13 de agosto de 2000): 8-9.
- Castañón, Adolfo. Memoria de una montaña, de Armando Oviedo. Sábado suplemento de Uno más uno (13 de agosto de 2000): 13.

#### PeriódicoEl Universal
- Castañón, Adolfo. Antonio Mediz-Bolio: Pluma de faisán; sombra de venado. El Universal, 15 de diciembre de 2007.
- Castañón, Adolfo. 2013. Un premio dedicado al periodismo arriesgado, texto a Elena Poniatowska por su Premio Cervantes. El Universal, miércoles 20 de noviembre 2013, pp. 13.
- Castañón, Adolfo. 2015. Farabeuf visto por Salvador Elizondo. El Universal, domingo 31 de mayo de 2015, Confabulario, pp. 8-9.
- Castañón, Adolfo. 2015. Una red. El Universal, domingo 21 de junio de 2015, Confabulario, pp. 4-5.
- Castañón, Adolfo. 2015. Aparecen pruebas de otro caso de plagio de Juan Pascual Gay. El Universal.
- Castañón, Adolfo. 2015. Deivaciones, transboros y fugas. El Universal,14 de noviembre de 2015, Confabulario.
- Castañón, Adolfo. 2016. ¿Ese vicio impune? El Universal, 27 de marzo de 2016. Confabulario, pp. 18==== Revista Biblioteca de México ====
- Castañón, Adolfo. Casanova o el zorro fugitivo. Revista Biblioteca de México 59-60 (septiembre - diciembre de 2000): 77-78.
- Castañón, Adolfo. Introducción al método de Salvador Elizondo. Revista de la Biblioteca de México 75 (mayo - junio de 2003): pp. 38-41.
- Castañón, Adolfo. La poesía de Ramón Xirau. Revista Biblioteca de México 85-86 (marzo - abril de 2005): 107-114.
- Castañón, Adolfo. Notas para situar la edición del Diario inédito de Alfonso Reyes. Revista Biblioteca de México 97-98 (marzo - abril 2007): 69-72.
- Castañón, Adolfo. El hoy aún persiste: recordación de Miguel N. Lira en el 50 aniversario de su fallecimiento, revista Biblioteca de México, Número 137, septiembre-octubre-2013, pp. 17-24.
- Castañón, Adolfo. El jardín envenenado de La hija de Rappaccini, en la revista Biblioteca de México, número 142, julio-agosto 2014, pp. 18-22.
- Castañón, Adolfo. José Luis Martínez a viva voz, en Biblioteca de México, número 147, 2015, pp. 2-4.
- Castañón, Adolfo. La traducción de Morelos, en Biblioteca de México, núm. 149, 2015, pp. 3-7.
- Castañón, Adolfo. Aniversario de la Biblioteca de México, en Biblioteca de México, número 156, 2016, pp. 6-17.
- Castañón, Adolfo. Centenario de José Luis Martínez (1918-2019), en Biblioteca de México, número 163-164, 2018, pp. 78-84.

#### RevistaVoices of Mexico
- Castañón, Adolfo. Manuel Ulacia, Something Very Luminous Lost. Revista Voices of Mexico 57 (Diciembre 2001): 106-107.
- Castañón, Adolfo. Carlos Monsiváis. Catechizing Mephistopheles. Revista Voices of Mexico 88 (2010): 71-74.

#### Revista Mexicana del Caribe
- Castañón, Adolfo. La última fiesta del Faraón. Revista Mexicana del Caribe 12 (2001): 189-200.

#### Revista de la Casa Refugio Citlaltépetl
- Castañón, Adolfo. Carlos Monsiváis: Una experiencia estética de la dialéctica de la secularización. Revista de la Casa Refugio Citlaltépetl 11 (2002): 63-71.

#### Internationales Literaturfestiva
- Castañón, Adolfo. What makes a poet tick? Internationales Literaturfestiva 8 (2003).

#### El poeta y su trabajo
- Castañón, Adolfo; Rowe, William. La poesía en nuestros días. Resultados de una encuesta. El poeta y su trabajo 14 (diciembre de 2003): 83-94.

#### Revista Cultural de Nuestra América
- Castañón, Adolfo. Sinaje, en Archipiélago. Revista Cultural de Nuestra América 39 (9 enero - marzo 2003): 35.

#### Revista de Psicoanálisis Me cayó el veinte
Castañón, Adolfo. Itinerario de un itinerario. Revista de Psicoanálisis Me cayó el veinte 8 (2003): 41-52.

#### Revista de la Facultad de Filosofía y Letras
- Castañón, Adolfo. Rafael Argullol o el sentido de la educación estética. Revista de la Facultad de Filosofía y Letras; Universidad Nacional Autónoma de México 7 (2003): 117-121.
- Castañón, Adolfo. El sacapuntas del presente: la poesía de Ramón Xirau, en Homenaje a Ramón Xirau. Facultad de Filosofía y Letras; Universidad Nacional Autónoma de México (2009): 133-148.

#### Nouvelle Revue Française
- Castañón, Adolfo. L’Art de la poésie de J. L. Borges. La Nouvelle Revue Française 564 (2003): 320-323.

#### RevistaMetapolítica
- Castañón, Adolfo. Huesos en el desierto; ¿fiestas de sangre al estilo mexicano? Revista Metapolítica (2003).
- Castañón, Adolfo. Al caer el Muro de Berlín. Revista Metapolítica; Editorial Jus (2004): 20-22.

#### RevistaXin esquema
- Castañón, Adolfo. Brisa marina: ocho notas para una imitación alrededor del poeta franco-cubano José María de Heredia. Revista Xin esquema 5 (octubre 2004): 212-219.

#### RevistaAnthropos
- Castañón, Adolfo. El tesoro de Mutis. Revista Anthropos 202 (2004): 121-136.
- Castañón, Adolfo. Resplandor y miniatura en la Visión de Anáhuac de Alfonso Reyes en Alfonso Reyes; La total circunferencia; Un pensamiento hispanoamericano. Revista Anthropos 221 (2008): 117-120.

#### PeriódicoReforma
- Castañón, Adolfo. Reconocimiento y nostalgia, de Christopher Domínguez Michael. Periódico Reforma, 15 de febrero de 2004, sección El Ángel, pp. 1.
- Castañón, Adolfo. Castañón en la Academia, por Christopher Domínguez Michael. Periódico Reforma, 13 de marzo de 2005, sección El Ángel, pp. 4.
- Castañón, Adolfo. Fantasmones del ayer. Periódico Reforma, domingo 30 de julio, 2006, sección El Ángel, p. 5.
- Castañón, Adolfo. Paz no pasará… por San Lázaro. Periódico Reforma, domingo 2 de marzo de 2008, sección El Ángel, pp. 5.
- Castañón, Adolfo. Evocaciones e invocaciones de Guadalupe, de Iván Escamilla González. Periódico Reforma 132, mayo 2008, sección Hoja por Hoja, p.18.

#### RevistaTierra Adentro
- Castañón, Adolfo. Los cielos de Antigua. Revista Tierra adentro 124-125 (octubre de 2003 -enero de 2004): 50.

#### RevistaLetra Internacional
- Castañón, Adolfo. Siete avisos para el prudente lector de Gonzalo Rojas. Revista Letra Internacional 83 (2004): 63-71.

#### RevistaFicticia
- Castañón, Adolfo. Contraseñas para un clásico y Prisionero de los coloquios. Revista Ficticia 2 (febrero - julio de 2004).

#### Editora del gobierno del Estado de Veracruz
- Castañón, Adolfo. José Luis Rivas: el cuerpo y su doble. Editora del gobierno del Estado de Veracruz (2005): 9-15.

#### Revista Digital Universitaria
- Castañón, Adolfo. Entre los tiempos de Don Quijote. Revista Digital Universitaria 5 (10 de mayo de 2005).

#### Dirección General de la Feria del Libro
- Castañón, Adolfo. Si Castañón supiera por qué escribe no lo haría. Dirección General de la Feria del Libro (2005): 49-51.

#### Revista Universidad de Antioquia
- Castañón, Adolfo. Siete avisos para el prudente lector de Gonzalo Rojas. Revista Universidad de Antioquia 279 (enero - marzo de 2005): 91-100.
- Castañón, Adolfo. George Steiner: A las cinco de la tarde. Un cuento de George Steiner. Revista Universidad de Antioquia 285 (julio - septiembre de 2006): 19-43. 2006.
- Castañón, Adolfo. Buenas noticias para los lectores de Montaigne. Revista Universidad de Antioquia 292 (abril - junio 2008): 56-58.
- Castañón, Adolfo. El olvido que seremos de Héctor Abad Faciolince. Revista de la Universidad de Antioquía 29 (julio - septiembre de 2008): 114-117.
- Castañón, Adolfo. Rafael Cadenas. Un momento separado de todos los momentos. Revista de la Universidad de Antioquía 299 (enero - marzo de 2009): 100-107.
- Castañón, Adolfo. Poesía y etnobotánica: Yerbas del Tarahumara y otros papeles de Alfonso Reyes y Valery Larbaud. Revista Universidad de Antioquia 298 (octubre - diciembre 2009): 82-91.
- Castañón, Adolfo. Tomás Segovia: Alabada sea la artesanía, Revista Universidad de Antioquia 307 (enero - marzo 2012): 88-92.
- Castañón, Adolfo. Mono gramático. Revista Universidad de Antioquia 316 (abril - junio 2014): 62-68.
- Castañón, Adolfo. Samuel Beckett. Revista de la Universidad de Antioquía 324 (abril - junio 2016): 85-86.
- Castañón, Adolfo. Cartas de Lord Chesterfield a su hijo. Revista de la Universidad de Antioquía 325 (julio - septiembre 2016): 79-83.

#### Revista de la Universidad de México
- Castañón, Adolfo. Trazos. Revista de la Universidad de México 15 (mayo de 2005): 23-37.
- Castañón, Adolfo. María Zambrano en el recuerdo de Juan Soriano. Revista de la Universidad de México 18 (agosto de 2005): 26-34.
- Castañón, Adolfo. Recuerdos de un aprendizaje: presencia de José Luis Martínez. Revista de la Universidad de México 38 (abril 2006): 19.
- Castañón, Adolfo. Sobre Jacobo Zabludowsky. Revista de la Universidad (mayo 2006).
- Castañón, Adolfo. Poesía en movimiento o de la antología considerada como una obra de arte. Revista de la Universidad de México 29 (julio 2006): 16-21.
- Castañón, Adolfo. A la lámpara encendida. Revista de la Universidad de México 31 (septiembre 2006).
- Castañón, Adolfo. Salvador Elizondo: Idea del hombre que se hizo prosa. Revista de la Universidad de México 36 (febrero 2007): 79-88.
- Castañón, Adolfo. Alejandro Rossi: un Edén necesario. Revista de la Universidad de México 37 (marzo 2007): 92-95.
- Castañón, Adolfo. Cien años de Andrés Henestrosa: el hombre que dispersó su sombra. Revista de la Universidad de México 33 (marzo 2007): 48.
- Castañón, Adolfo. Recuerdos de un aprendizaje: presencia de José Luis Martínez. Revista de la Universidad de México 38 (abril de 2007): 19-25.
- Castañón, Adolfo. El asesinato intelectual considerado como una de las bellas artes. Revista de la Universidad de México 39 (mayo 2007): 94-98.
- Castañón, Adolfo. La primera comunión. Revista de la Universidad de México 40 (junio 2007): 80-87.
- Castañón, Adolfo. Quince minutos de hora de junio. Revista de la Universidad de México 42 (agosto 2007): 13-17.
- Castañón, Adolfo. Rosa Variante. Revista de la Universidad de México 43 (septiembre de 2007): 80-83.
- Castañón, Adolfo. Elsa Cecilia Frost: el esquivo gato de la historia (1928-2005). Revista de la Universidad de México 44 (octubre de 2007): 76-80.
- Castañón, Adolfo. La Primera Comunión, Revista de la Universidad de México, núm. 40, Junio de 2007m pp. 80-87.
- Carta abierta a Carla Zarebska sobre el Arca de Guadalupe. Revista de la Universidad de México 48 (febrero de 2008): 100-101.
- Castañón, Adolfo. Noticias para los lectores de Montaigne. Revista de la Universidad de México 49 (marzo de 2008): 102-103.
- Castañón, Adolfo. A la sombra de los libros y otras sombras. Revista de la Universidad de México 50 (abril de 2008): 101-102.
- Castañón, Adolfo. El poeta como revisor. Revista de la Universidad de México 51 (mayo de 2008): 21-34.
- Castañón, Adolfo. Carlos Monsiváis: la tradición viva o la conquista del presente. Revista de la Universidad 52 (junio 2008): 12-21.
- Castañón, Adolfo. Guía de navegación: el Reyes de Alberto Enríquez Perea. Revista de la Universidad de México 53 (julio de 2008): 248-54.
- Castañón, Adolfo. El mundo del mano o pliegos del autócrata. Revista de la Universidad de México 54 (agosto de 2008): 96-97.
- Castañón, Adolfo. Antonio Alatorre: Sor Juana a través de los siglos. Revista de la Universidad de México 55 (septiembre de 2008): 97-99.
- Castañón, Adolfo. Cartas de Lord Chesterfield a su hijo. Revista de la Universidad de México 56 (octubre 2008): 92-94.
- Castañón, Adolfo. Alejandro Rossi: a treinta años de Manual del distraído. Revista de la Universidad de México 57 (noviembre 2008): 84-85.
- Castañón, Adolfo. Los libros que George Steiner no escribió. Revista de la Universidad de México 58 (diciembre de 2008): 98-100.
- Castañón, Adolfo. José de la Colina: el limpiador de espejos. Revista de la Universidad de México 64 (junio 2009): 92-93.
- Castañón, Adolfo. Oración fúnebre. Revista de la Universidad de México 65 (julio 2009): 7-8.
- Castañón, Adolfo. Atisbos de Venezuela. Revista de la Universidad de México 67 (septiembre 2009): 39-46.
- Castañón, Adolfo. Ernesto Cardenal: rara Avis. Revista de la Universidad de México 68 (octubre 2009): 75-78.
- Castañón, Adolfo. José Emilio Pacheco: alineamientos. Revista de la Universidad de México 70 (diciembre de 2009): 99-101.
- Castañón, Adolfo. Carlos Monsiváis: guerra en el paraíso. Revista de la Universidad de México 74 (abril de 2010): 12-13.
- Castañón, Adolfo. Carlos Monsiváis: para catequizar a Mefistófeles. Revista de la Universidad de México 77 (julio de 2010): 16-18.
- Castañón, Adolfo. Romance de la guerra de Independencia. Revista de la Universidad de México 79 (septiembre 2010): 105-107.
- Castañón, Adolfo. Artaud: carta a Camus. Revista de la Universidad de México 80 (octubre 2010): 38-42.
- Castañón, Adolfo. Francisco L. Urquizo: el narrador ante la muerte. Revista de la Universidad de México 82 (diciembre 2010): 70-73.
- Castañón, Adolfo. Surgimiento y caída del Imperio mexicano. Revista de la Universidad de México 84 (febrero 2011): 92-94.
- Castañón, Adolfo. José Luis Martínez (1918—2007); La visión de un lector amanuense. Revista de la Universidad de México 85 (marzo 2011): 44-47.
- Castañón, Adolfo. Tauromaquia novelística. Revista de la Universidad de México 86 (abril 2011): 100-101.
- Castañón, Adolfo. Alirio Palacios entre el alfabeto plástico y el abecedario gráfico. Revista de la Universidad de México 87 (mayo 2011): 96-97.
- Castañón, Adolfo. Dar la cara al camino cantado. Revista de la Universidad de México 89(julio 2011): 101-102.
- Castañón, Adolfo. El nombre de Germán Arciniegas. Revista de la Universidad de México 90 (agosto de 2011): 91-92.
- Castañón, Adolfo. Lecturas del calígrafo. Revista de la Universidad de México 91 (septiembre 2011): 91-94.
- Castañón, Adolfo. Escrituras de la luz. Revista de la Universidad de México 92 (octubre 2011): 97.
- Castañón, Adolfo. Alfonso Reyes y la traducción. Revista de la Universidad de México 93 (noviembre de 2011): 97-98.
- Castañón, Adolfo. Canción del Cristo negro. Revista de la Universidad de México 100 (junio de 2012): 45-46.
- Castañón, Adolfo. Pedro Henríquez Ureña: una pasión sacrificial. Revista de la Universidad 101 (julio de 2012): 45-48.
- Castañón, Adolfo. El hombre que no conoció la soledad. Revista de la Universidad 102 (agosto de 2012): 66-67.
- Castañón, Adolfo. Patria de la memoria. Revista de la Universidad de México 103 (septiembre 2012): 99.
- Castañón, Adolfo. Tres poemas. Revista de la Universidad de México 104 (octubre de 2012): 57.
- Castañón, Adolfo. Aires del camino. Revista de la Universidad 105 (noviembre de 2012): 81-84.
- Castañón, Adolfo. Dos librerías en América. Revista de la Universidad de México 106 (diciembre de 2012): 91-93.
- Castañón, Adolfo. Savater o vegetar. Revista de la Universidad de México 107 (enero de 2013): 95-98.
- Castañón, Adolfo. Jorge Rojas Garcidueñas: los relatos de un bachiller. Revista de la Universidad de México 108 (febrero de 2013): 39-44.
- Castañón, Adolfo. Palabras para saludar si en otro mundo todavía. Revista de la Universidad de México 109 (marzo de 2013): 95-96.
- Castañón, Adolfo. La amistad de Alfonso Reyes y Jean Cassou. Revista de la Universidad de México 110 (abril de 2013): 97-100.
- Castañón, Adolfo. Gonzalo Rojas: el zigzag de la palabra entre silencios. Revista de la Universidad de México 111 (mayo de 2013): 88-91.
- Castañón, Adolfo. Un pescado refuta la extinción. Revista de la Universidad de México 112 (junio 2013): 94-95.
- Castañón, Adolfo. Una presencia cotidiana (con añadidos para Xalapa). Revista de la Universidad de México 113 (Julio de 2013): 93-95.
- Castañón, Adolfo. Federico Álvarez en la ciudad de su memoria. Revista de la Universidad de México 115 (septiembre de 2013): 94-96.
- Castañón, Adolfo. El archivo de Emilio Uranga. Revista de la Universidad de México 117 (noviembre 2013): 92-95.
- Castañón, Adolfo. Discurso de Panamá: abrir lectores al idioma. Revista de la Universidad de México (enero 2014): 19-25.
- Castañón, Adolfo. Guido Gómez de Silva: del diccionario como arte de vida. Revista de la Universidad de México 120 (febrero 2014): 102-103.
- Castañón, Adolfo. Alineamientos sobre José Emilio Pacheco. Revista de la Universidad de México 121 (marzo 2014): 73-76.
- Castañón, Adolfo. Del 68 a San Ildefonso y más allá: resaca nocturna. Revista de la Universidad de México 122 (abril 2014): 19-25.
- Castañón, Adolfo. Una anécdota soñada: sobre dos novelas de García Márquez. Revista de la Universidad de México 123 (mayo 2014): 15-20.
- Castañón, Adolfo. Louis Malle y Jeanne Moreau en la mirada de Octavio Paz. Revista de la Universidad de México 124 (junio 2014): 99-100.
- Castañón, Adolfo. Preparativos para un acto final: obliteración de Rodolfo Usigli. Revista de la Universidad de México 125 (julio 2014): 97-100.
- Castañón, Adolfo. Saludo a Alfredo Ramos Martínez. Revista de la Universidad de México 126 (agosto 2014): 95-98.
- Castañón, Adolfo. Apuntes en torno al depósito legal. Revista de la Universidad de México 123 (octubre 2014): 99-103.
- Castañón, Adolfo. Entrevista hecha por José G. Moreno de Alba: hacia una conciencia panhispánica. Revista de la Universidad de México 129 (noviembre 2014): 53-61.
- Castañón, Adolfo. José G. Moreno de Alba: hacia una conciencia panhispánica II. Revista de la Universidad de México 130 (diciembre 2014): 74-80.
- Castañón, Adolfo. ¿Quién dijo que Fernando Savater necesitaba presentación? Revista de la Universidad de México 132 (febrero 2015): 99-100.
- Castañón, Adolfo. Guido Gómez de Silva: habitante del bosque de las palabras. Revista de la Universidad de México 134 (abril 2015): 96-98.
- Castañón, Adolfo. Tres veces Revueltas. Revista de la Universidad de México 135 (mayo 2015): 68-71.
- Castañón, Adolfo. Una gesta silenciosa. Revista de la Universidad de México 136 (junio 2015): 59-63.
- Castañón, Adolfo. Visión de Anáhuac (1915-2015). Revista de la Universidad de México 138 (agosto 2015): 101-102.
- Castañón, Adolfo. Antes, en Revista de la Universidad de México 140 (octubre 2015): 102.
- Castañón, Adolfo. Festejo, en Revista de la Universidad de México 141 (noviembre 2015): 100-104.
- Castañón, Adolfo. Despedida. Revista de la Universidad de México 142 (diciembre de 2015): 96-98.
- Castañón, Adolfo. Miguel León Portilla: una semblanza para dos rescates. Revista de la Universidad de México 144 (febrero 2016): 13-14.
- Castañón, Adolfo. Entre las ideas y los maestros. Revista de la Universidad de México 145 (marzo 2016): 96-98.
- Castañón, Adolfo. El regreso de Los raros. Revista de la Universidad de México 146 (abril 2016): 79-86.
- Castañón, Adolfo. La maga de El Buscón. Revista de la Universidad de México 143 (enero 2016): 91.
- Castañón, Adolfo. De la música de los hombres y de los libros: Fausto Vega y Gómez. Revista de la Universidad de México 147 (mayo 2016): 98-100.
- Castañón, Adolfo. En el umbral de arritmias de Angelina Muñiz-Huberman. Revista de la Universidad 148 (junio 2016): 96-98.
- Castañón, Adolfo. Xirau Icaza y Miguel Maldonado. Revista de la Universidad de México 149 (julio 2016): 97-98.
- Castañón, Adolfo. Algo más sobre José Gaos. Revista de la Universidad de México 150 (agosto 2016): 96-98.
- Castañón, Adolfo. Alrededores de Francisco y Alicia Zendejas. Revista de la Universidad de México 151 (septiembre 2016): 45-48.
- Castañón, Adolfo. Estadista de las formas. Revista de la Universidad de México 152 (octubre 2016): 28.
- Castañón, Adolfo. La música que organiza la historia. Revista de la Universidad de México 153 (noviembre 201): 95-97.
- Castañón, Adolfo. Parábolas y lecturas. Revista de la Universidad de México 154 (diciembre 2016): 98-99.27
- Castañón, Adolfo. Teresa del Conde (1938-2017). Revista de la Universidad de México 158 (abril de 2017): 96-97.
- Castañón, Adolfo. La isla en el horizonte: reseña del libro La isla en el horizonte de Arturo Echavarría. Revista de la Universidad 160 (junio 2017): 105-108.
- Castañón, Adolfo. Para saludar a La Odisea. Revista de la Universidad de México 162 (agosto 2017).
- Castañón, Adolfo. In memoriam: Álvaro Matute en Altamar (1943-2017). Revista de la Universidad de México 829 (octubre de 2017): 159-160.

#### Revista Crítica de la Universidad Autónoma de Puebla
- Castañón, Adolfo. Los cinco mandatos de Palinuro. Revista Crítica de la Universidad Autónoma de Puebla 98 (abril - mayo de 2003): 3-5.
- Castañón, Adolfo. Samuel Beckett: todos los Malones. Revista Crítica de la Universidad Autónoma de Puebla 110 (junio - julio de 2005): 10-14.
- Castañón, Adolfo. De cómo hemos escrito algunos textos nuestros. Crítica Revista cultural de la Universidad Autónoma de Puebla 116 (junio - julio de 2006): 144-152.
- Castañón, Adolfo. De la lectura considerada como una obra de arte. Revista Crítica de la Universidad Autónoma de Puebla 119 (enero - febrero de 2007): 117-140.
- Castañón, Adolfo. De la ortografía. Revista Crítica de la Universidad Autónoma de Puebla 125 (febrero – marzo – abril de 2008): 11-14.
- Castañón, Adolfo. Legión y lección lusitanas: Francisco Cervantes. Revista Crítica de la Universidad Autónoma de Puebla 128 (agosto – septiembre de 2008): 43-59 pp.
- Castañón, Adolfo. Hacia las cifras de Carlos Fuentes. Revista Crítica de la Universidad Autónoma de Puebla 130 (enero – febrero 2009): 9-15 pp.
- Castañón, Adolfo. Bibliotecas propias y ajenas. Revista Crítica de la Universidad Autónoma de Puebla 139: 155-165
- Castañón, Adolfo. La madurez y la maduración. Revista Crítica de la Universidad Autónoma de Puebla 140: 186-187.
- Castañón, Adolfo. Yerbas del tarahumara de Alfonso Reyes y Valery Larbaud. Revista Crítica de la Universidad Autónoma de Puebla 141 (2009): 139-162.
- Castañón, Adolfo. Octavio, querido Octavio. Revista Crítica de la Universidad Autónoma de Puebla 147 (2009): 129-143.
- Castañón, Adolfo. El hoy aún persiste: recordación de Miguel N. Lira. Revista Crítica de la Universidad Autónoma de Puebla 148 (2009): 153-165.
- Castañón, Adolfo. Yerbas del tarahumara de Alfonso Reyes y Valery Larbauc. Revista Crítica de la Universidad Autónoma de Puebla (enero - febrero de 2011): 139-162.
- Castañón, Adolfo. Visita al tesoro de libros de la Biblioteca Histórica de Medicina Nicolás León. Revista Crítica de la Universidad Autónoma de Puebla 150 (agosto - septiembre de 2012): 147-170.
- Castañón, Adolfo. El hoy aún persiste: recordación de Miguel N. Lira. Revista Crítica de la Universidad Autónoma de Puebla 148 (abril – mayo de 2012): 153-165.
- Castañón, Adolfo. A la nueva hora. Revista Crítica de la Universidad Autónoma de Puebla (25 de abril de 2013).
- Castañón, Adolfo. Como quien quita la piel a un fruto. Crítica Revista Cultural de la Universidad Autónoma de Puebla 166 (agosto – septiembre 2015): 126-127.
- Castañón, Adolfo. Tríptico de salvaciones: un discurso, una entrevista y una traducción de Octavio Paz. Revista Crítica de la Universidad Autónoma de Puebla 179 (diciembre 2017 de enero de 2018).

#### RevistaCultura Urbana
- Castañón, Adolfo. Nueva visita a los mundos de José Emilio Pacheco. Revista Cultura Urbana 2 (diciembre 2004 - enero 2005): 9-11.

#### RevistaArmas y Letras de la Universidad Autónoma de Nuevo León
- Castañón, Adolfo. Rubén Darío en su nuez. Revista Armas y Letras de la Universidad Autónoma de Nuevo León 55 (abril - junio de 2006): 107-113.
- Castañón, Adolfo. Alfonso Reyes y Mariano Picón-Salas: vidas paralelas del humanismo errante en América. Revista Armas y Letras de la Universidad Autónoma de Nuevo León. 64 (julio - septiembre 2008): 100.
- Castañón, Adolfo. Respuesta de Adolfo Castañón a Alfonso Rangel Guerra en su ingreso a la Academia Mexicana de la Lengua. Revista Armas y Letras de la Universidad Autónoma de Nuevo León (23 de abril de 2009): 49-66.
- Castañón, Adolfo. La edad de oro de la devastación. El apocalipsis en la literatura mexicana contemporánea: el Cristóbal nonato de Carlos Fuentes. Revista Armas y Letras de la Universidad Autónoma de Nuevo León 78 (abril-junio de 2012).

#### RevistaClaves de razón práctica
- Castañón, Adolfo. George Steiner. Al margen de las Lecciones de los maestros. Revista Claves de razón práctica 162 (mayo de 2006): 72-76.

#### PeriódicoMilenio
- Castañón, Adolfo. La Biblioteca Nacional, Periódico Milenio, sábado 27 de mayo 2006, p. 2.
- Castañón, Adolfo. Leopoldo Zea (1912-2004), Periódico Milenio, sábado 24 de junio de 2006, p. 2.
- Castañón, Adolfo. Las revistas culturales ¿deben promover la lectura?, Periódico Milenio, sábado 8 de julio de 2006, p. 2.
- Castañón, Adolfo. Marcela del Río: Recuerdos de Coyoacán: la poesía como conjuro mágico, Periódico Milenio 61, 15 de julio de 2006.
- Castañón, Adolfo. Cristalizaciones de Borges. Periódico Milenio, sábado 22 de julio de 2006, p. 2.
- Castañón, Adolfo. Bioy: el indiscreto circunstancial, Periódico Milenio, sábado 10 de febrero de 2007, p. 8.
- Castañón, Adolfo. José Luis Martínez: Imperio y presencia. Periódico Milenio, sábado 24 de marzo de 2007, p. 6.
- Castañón, Adolfo. Quince minutos de Hora de junio. Periódico Milenio, sábado 21 de julio de 2007, pp. 4-5.
- Castañón, Adolfo. Liberales en Tepoztlán, Periódico Milenio, lunes 22 de junio de 2009, p. 02.
- Castañón, Adolfo. Algunas letras de Francia: un mapa cultural, en Comparte su pasión por Francia, Periódico Milenio, martes 11 de agosto de 2009.
- Castañón, Adolfo. Carta de Alfonso Reyes a Martín Luis Guzmán. Periódico Milenio, sábado 3 de octubre de 2009.
- Castañón, Adolfo. Una cartografía sensual y sensitiva: el nuevo poemario de León Félix Batista, Periódico Milenio, sábado 31 de julio de 2010.
- Castañón, Adolfo. En un largo artículo mortis; Confesión del araucano, Periódico Milenio, abril 2011, p. 5.

#### Fundación para la cultura urbana
- Castañón, Adolfo. Cuaderno 9 conferencias: el viaje a México. Fundación para la cultura urbana (junio 2006): 17-31.
- Castañón, Adolfo. Juan Villoro. Fundación para la cultura urbana (junio 2006): 31.

### Colaboraciones

#### Prólogos y epílogos
- Cultivemos nuestros jardines hacia las sentencias y Diario de un diario de viaje, [prólogos y epílogos], en: Michel de Montaigne: Las sentencias de la Torre. México, Comunidad del Monte Carmelo, 1999, 44 pp.
- Lamento de María La Parda de Gil Vicente [epílogo], en  Ilustraciones de Roberto Rebora, Editorial Aldus, México, 2000, 95 pp.
- Rumores del camino de Susana Francis [Prólogo], en Ediciones Miguel Ángel Porrúa, p. 5, México, 2000, pp. 5-12.
- Lamento de María la Parda de Gil Vicente [Epílogo], México, 2000.
- Tren de historias de José de la Colina [Prólogo]. México, Fondo de Cultura Económica, 2004.
- Zaid a debate de Armando González Torres [Epílogo], Editorial Jus, 2005, pp. 293-296.
- Cristóbal Colón a través de la visión clarividente, profética y mística de León Bloy [Prólogo]. L. B., El revelador del globo. México, Ed. Jus, 2ª edición, 2005, pp. 5-13.
- Adolfo Sánchez Vázquez, Poesía [Epílogo] (pp. 145-155). México, Editorial Fondo de Cultura Económica, Septiembre 2005, 163 pp.
- Gloria Posada, Naturalezas [Prólogo]. México, Ediciones Sin Nombre, p.47, 2005.
- El Revelador del Globo de Léon Bloy: Cristóbal Colón a través de la visión clarividente, profética y mística de Léon Bloy [Prólogo], en Editorial Jus, 2005, pp. 5-13.
- Una página liminar para Juan Goytisolo [Prólogo], en Ensayos escogidos de Juan Goytisolo, (Compilación y prólogo), Fondo de Cultura Económica, p. 9-14,2007.
- Aristas de Jorge Cuesta, en Obras Reunidas III [Epílogo]. México, Fondo de Cultura Económica 2007, 396 pp.
- Algunas visiones sobre lo mismo [Prólogo], Jorge Asbun Bojalil. Siglo XXI editores, 2007, 169 pp.
- Fina García Marruz [Prólogo], Como el que dice siempre (antología de ensayos), Ediciones el Equilibrista, UNAM, octubre 2007, pp. 9-29.
- Los acentos y los pasos de León Felipe por La Casa de España y El Colegio de México (Archivo y Memoria) [Prólogo], en Edición no venal, 2008; presentación a León Felipe en La Casa de España y El Colegio de México. México, El Colegio de México, septiembre 2008, 651 pp.
- Enrique Díez-Canedo; Conversaciones literarias, selección y prólogo, El Colegio de México, 2008m 225 pp
- El hacha de piedra de Samuel Serrano [Prólogo], en Editorial La Mirada Malva, Madrid, 2008, pp. 9-16.
- El hacha de piedra de Samuel Serrano [Prólogo], en Editorial La Mirada Malva, España, pp. 9-16, 2009.
- El Mar de Iguanas de Salvador Elizondo [Prólogo], en Editorial Atalanta, 2010, pp. 9-27.
- Salvador Elizondo, El mar de iguanas. [Prólogo] de Adolfo Castañón. Girona, España, Edit. Atalanta, S. L., octubre de 2010, 317 pp.
- A tientas liminares [prólogo] Rompeolas de Angelina Muñiz-Huberman, Fondo de Cultura Económica, 2012.
- Hacia el poema, del libro Bajo el cielo. Antología poética 2011-1985 [Prólogo] de Gloria Posada, Universidad Veracruzana, Xalapa, México, 2013, pp. 9-31.
- Monsiváis de la reforma por venir, [prólogo] al libro Carlos Monsiváis: Cuaderno de Lectura de Leopoldo Cervantes-Ortiz, Lupa Protestante, Barcelona, 2013, pp. 7-15.
- Monsiváis: de la reforma por venir, [prólogo] Carlos Monsiváis. Cuaderno de lectura de Leopoldo Cervantes-Ortiz, Casa  Unida de Publicaciones, S. A. de C. V., México, 2013, pp. 5-16.
- Alfonso Reyes, La cena, ilustrado por Santiago Caruso [Prólogo] de Adolfo Castañón, México: D. F.: La Caja de Cerillos Ediciones, 2013.
- Saúl Yurkievich, Del arte pictórico al arte verbal, compilación y edición de Gladis Yurkievich, [Epílogo] “París al día siguiente” de Adolfo Castañón, Bonilla Artigas Editores / CONACULTA, México, 2014, 309 pp
- Visión de Anáhuac (1519), [Prólogo] de Alfonso Reyes, edición bilingüe español-japonés, con ilustraciones de Rafael Teniente, traducción de Takaatsu Yanagihara, México, UANL, 2016.
- Peter Pan: el niño que nunca quiso crecer. de J. M. Barrie.Trad. Pedro Henríquez Ureña. [Epílogo]. Bonilla ArtigasEditoriales, 2018.
- La cena, en Una lectura crítica de El plano oblicuo de Alfonso Reyes, Antonio Colinas et. al. [Prólogo], México, Secretaría de Producción Editorial, FFYL, UANL, 2018, pp. 39-42.
- El duende y la gracia en Andanzas y recordanzas de Andrés Henestrosa de Margarito Guerra, [Prólogo a la segunda edición], México, Miguel Ángel Porrua, 2018, pp. 11-16.

#### Antologías
- El muro de la historia, en De surcos como trazos, como letras, Antología de cuento mexicano finisecular, selección,  prólogo y notas bibliográficas de Héctor Perea, Conaculta, 1992, pp. 143-144.
- El Evangelio de Juan Rulfo según Julio Ortega, en Relatos vertiginosos. Antología de cuentos mínimos. Selección y prólogo de Lauro Zavala, Alfaguara, 2000, p. 135.
- Lección y contemplación, prólogo a: Entre la poesía y el conocimiento de Ramón Xirau. Antología de ensayos críticos sobre poetas y poesía iberoamericana. México, 2001.
- Regreso a Casa, en: Vuelta a la casa en 75 poemas (Antología). Selección y nota introductoria de César Arístides, Editorial Planeta Mexicana, 2001, pp. 31-32.
- Poemas (pp. 123-130), en: Aurelio Asiain [Editor], Antología de poesía mexicana moderna. Contemporary World Poetry, núm. 5. Kyoto, 2004.
- Lluvia de Letras. Antología de poesía iberoamericana y que incluye poemas y textos de más de 180 poetas. Dirección de Literatura de la UNAM, 2007, 469 pp..
- Arca de Guadalupe. Antología de ensayos, poemas, canciones de  la Virgen de Guadalupe, Prólogo y cosecha. Editorial Jus, 2007, 357 pp.
- Primicias Antología, José Luis Martínez, Editores El Colegio de México, 2008, 455 pp.
- Alirio Palacios entre el alfabeto plástico y el abecedario gráfico, en Para Eugenio Montejo, Gustavo Guerrero, editor, Colección Textos y Pretextos, Núm. 1186, 2012, pp. 37-41.
- La máscara mixteca, en Alebrijes de palabras. Escritores mexicanos en breve, José Manuel Ortiz y Fernando Sánchez Clelo, antólogos, Benemérita Universidad Autónoma de Puebla, Dirección de Fomento Editorial, México, 2013, p. 18.
- Alfonso Reyes : Estaciones de Francia. Antología, selección y prólogo, México, Monterrey. Universidad Autónoma de Nuevo León, 2018, 324 pp.

#### Editor
- El tesoro de Mutis (pp. 195-206), en: Javier Ruiz Portella (ed.), Caminos y encuentros de Maqroll el Gaviero. Escritos de y sobre Álvaro Mutis Barcelona, España, Ed. Altera, 2001.
- Algo muy luminoso que se pierde (Manuel Ulacia 1953-2001), en Cuadernos de la Huerta de San Vicente, Granada, Esp., Verano de 2002, pp. 25-30
- Autorretratos I: Selbes portrats I, en: Das Gedächtnisder Wörter Berliner Antologie. Miteinem Lixikonartikel von Hans Magnus Enzensberger / Herausgegeben von Beatrice Fassbinder und Ulrich Schreiber. Alexander Verlag, Berlín, 2003.
- Alfonso Reyes, Pasado inmediato, edición y notas de Adolfo Castañón, México, El Colegio de México, 2011.
- Alfonso Reyes: caballero de la voz errante, edición ampliada, corregida y revisada , Editorial Academia Mexicana de la Lengua, Juan Pablos Editor, Universidad Autónoma de Nuevo León, 2012, 580 pp.

#### Compilador
- El liberalismo mexicano  en pocas páginas por Jesús Reyes Heroles (selección de textos con la colaboración de Otto Granados Roldán), Fondo de Cultura Económica/Secretaría de Educación Pública, 481 pp. 1985.
- Santo Domingo, en: Pablo Maríñez (compilador): México y República Dominicana. Perspectiva histórica y contemporánea. Santo Domingo, República Dominicana, 1999.
- Sobre material de los sueños, en: Edith Negrin (compiladora), Nocturno en que nada se oye. José Revueltas ante la crítica. México, 1999.
- Una historia personal de Vuelta, en: Saúl Sosnowski (compilador), La cultura de un siglo. América Latina y sus revistas. Buenos Aires, Argentina, 1999.
- José Revueltas: piedad y tragedia, en Nocturno en que todo se oye, Selección y prólogo de Edith Negrín, Coordinación de Difusión Cultural, Universidad Nacional Autónoma de México, Ediciones Era, 1999, pp. 46-50.
- Las Constituciones de México (1857-1917), compilación y notas de Adolfo Castañón y Diego Flores Magón, México, El Colegio de México, 2007.
- Alfonso Reyes lee El Quijote, compilación de Adolfo Castañón y Alicia Reyes, Editorial El Colegio de México, 2008, 215 pp.
- Huellas del peregrino de Octavio Paz, Edición y selección, Fondo de Cultura Económica, 2010, 352 pp.
- El libro de las Jitanjáforas de Alfonso Reyes, selección, prólogo y notas, Bonilla Artiga Editores, 2011, 188 pp.
- Otras Españas. Antología sobre literatura del Exilio de Ramón Xirau, Selección y advertencia, El Colegio de México, 2011. “Advertencia” pp. 11-14.
- Un escritor sí tiene quien le escriba. Sensaciones y expresiones sobre la obra de Gabriel García Márquez. Compilación y presentación de Eduardo Mosches."Una anécdota soñada" por Adolfo Castañón, pp. 14-26.
- Visión de México de Alfonso Reyes, compilación, edición, prólogo y notas de Adolfo Castañón, obra en prensa editada por la Academia Mexicana de la Lengua, 2013.
- Alfonso Reyes, El libro de las jitanjáforas y otros papeles seguidos de retruécanos, sonetórpidos y porras deportivas…, selección, prólogo y notas de Adolfo Castañón, México, 2011, 195 pp.

#### Colaborador
- Macrocefalia [en colaboración con Jaime Moreno Villarreal y Fabio Morabito]. México, Secretaría de Educación Pública, Cuadernos de la Orquesta, 1988, 85 pp.
- Reyes y el duende fugitivo, en Voces para un retrato. Ensayos sobre Alfonso Reyes, compilador Víctor Díaz Arciniega, Universidad Autónoma Metropolitana Unidad Atzcapotzalco, Fondo de Cultura Económica, 1990, pp. 36-38
- Vestigios del viento, en Retratos Mexicanos (1839-1989), Fondo de Cultura Económica, 1991, pp. 5-9.
- Jesús Castañón Rodríguez y su biblioteca (pp. 1085-1092), en: Boletín del Instituto de Investigaciones Jurídicas, núm. 75. Boletín Mexicano de derecho comparado, nueva serie. Año xxv, septiembre-diciembre, 1992, UNAM, México.
- Sobre la inutilidad y perjuicios de los fines de siglo, milenio y mundo con especial referencia al ejercicio de la literatura en América Latina y a algunos escritores mexicanos, en particular a Sergio Pitol, Ediciones Sin nombres y Casa Juan Pablos (noviembre 1999), 51 pp.
- El reino y su sombra, en torno a Juan José Arreola, Ediciones del Ermitaño, 1999, 53 pp.
- La piedad incandescente, en: Blanca Varela, Canto villano. México, Fondo de Cultura Económica, 1999.
- Jaime Reyes: del ogro y su testamento, epílogo a: Un día un río de Jaime Reyes. México, 1999.
- Octavio Paz y Siegfried Unseld, en: Varios, Verleger als Beruf. Siegfried Unserld zum Funfundsiebsigsten Geburgstag. Surkhamp, Frankfurt, Alemania, 1999.
- Sombras del peregrino, en: Miguel Capistrán (compilación, prólogo, notas y bibliografía), Borges y México. México, Ed. Plaza y Janés, 1999.
- Severo Sarduy: Obra completa (Gustavo Guerrero y François Wahl, compiladores). Madrid, España, 1999.
- El pueblo del ensayo en los últimos 25 años, en: México, su apuesta por la cultura. México, Ed. Siglo XX, Coordinación Armando Ponce. Ed. Grijalbo, Proceso, UNAM, 1999.
- Para un busto de Cosío Villegas, en Cien años de Daniel Cosío Villegas, Editorial Clío, El Colegio Nacional, 1999, pp. 435-436.
- Comentario: Última Centauro, en Antología de letras y Dramaturgia, Conaculta, Fonca, 1999, pp. 51-53.
- Cuarta de Borges, en Ocho ensayos sobre Borges, compilador Héctor Zagal Arreguin, Publicaciones Cruz O.S.A., 1999, pp. 374-74.
- Memorias de un cazador inmóvil, en José Luis Cuevas fisto por escritores, Tomo I, selección y nota introductoria de Eduardo Cabrera, Ediciones El Tucán de Virginia, Ediciones La Giganta, Consejo Nacional para la Cultura y las Artes, 2000, pp. 168-176.
- Rose Corral (compiladora): Norte y Sur. La narrativa rioplatense desde México (México), 2000.
- Miradas hacia quince ensayos para un centauro (pp. 7-8), en: La mirada del centauro. Los mejores ensayos de Ensayo [compilación y prólogo de Maricarmen Sánchez Ambríz]. México, Verdehalago, 2001.
- Personne ne lit deux foix la même page, en : Varios, L’Amérique Latine et la Nouvelle Revue Français 1920-2000. Textes réunis et présentés par Fernando Carvallo avec la collaboration de Nicole Aboulker, Anne Husson, Gustavo Guerrero, Michel Braudeau et François Vitrani. Préface d’Édouard Glissant “Personne ne lit deux fois la même page”. Francia, 2001.
- Dominicana. Perspectiva histórica y contemporánea, compilador Pablo A. Martínez, Universidad de Quintana Roo, Universidad Autónoma de Querétaro, Universidad Autónoma de Puebla, 2001, pp. 201-211.
- Literatura o grafomanía, en Ensayo Literario Mexicano, selección de John S. Brushwood, Evodio Escalante, Hernán Lara Zavala, Federico Patán, Universidad Nacional Autónoma de México, Universidad Veracruzana, Editorial Aldus, 2001, pp. 577-586
- Bajo esta K (pp. 305-313), en: Jacobo Sefamí (editor), La voracidad grafómana: José Kozer. México, UNAM, Facultad de Filosofía y Letras, 2002.
- Alfonso Reyes/Enrique González Martínez. El tiempo de los patriarcas, Epistolario 1909-1952. Compilación, estudio introductorio y notas de Leonardo Martínez Carrizales, FCE, col. Letras mexicanas, México, 2002, 454 pp.” por Adolfo Castañón.
- La primera línea, en El Exilio Interminable, Vasconez ante la crítica, Paradiso Editores, 2002, pp. 142-144.
- El pueblo del ensayo, últimos 25 años, en México su apuesta por la cultura, coordinador Armando Ponce, Editorial Grijalbo, Proceso, Universidad Nacional Autónoma de México, 2003, pp. 226-227
- Otras alas, en Minificación mexicana, selección y prólogo de Lauro Zavala, Universidad Nacional Autónoma de México, 2003, p. 245
- ¿Vacas o fantasmas? [narración] de Adolfo Castañón, en: Jacobo Sefamí, Vaquitas pintadas. México, Universidad Autónoma Metropolitana, 2004.
- Anuncio de poesía mexicana, Selección de Tedi López Mills y Luis Felipe Fabre, Consejos para el errante, Fondo de Cultura Económica, Tezontle, 2004, p. 51
- Adolfo Castañón: The Ubiquitousness of Memory Made Poetry, por Marcela Solis-Quiroga y Juan Antonio Rosado en Voices of Mexico, January-March 2004, pp. 114-116.
- Trazos para una bibliografía comentada de Alfonso Reyes con especial atención a su postergada Antología Mexicana: En busca del alma nacional, en Discurso de ingreso a la Academia Mexicana de la Lengua, 10 de marzo 2005. Respuesta de José Luis Martínez. México, Editorial UNAM, 2005, 127 pp.
- Celebración a Juan Soriano, Juan Soriano: El personaje / la obra, varios, en Fundación Amparo, pp. 36-37, noviembre, 2005.
- Entre los tiempos de El Quijote, en Don Quijote en Guanajuato en el cuarto centenario de la edición Príncipe. Antología del Coloquio Cervantino Internacional. Imágenes del Museo Iconográfico del Quijote. Edición conmemorativa de divulgación, no lucrativa, isbn: 968-6564-12-8, Guanajuato, Gto., 2005
- Hacia Juan García Ponce, en textos para guiar una exposición pictórica y bibliográfica, en: varios, Trazos y encuentros. Homenaje a Juan García Ponce, La realidad y el deseo, pp. 87-91, catálogo de la exposición. México, Inba, 2005.
- Los tiempos que afloran. Lección antológica en verso y prosa (Prólogo y antología de Eugenio Montejo) Universidad Veracruzana, 2006.
- Geometría de las horas. Una lección antológica de Eugenio Montejo, selección, prólogo y notas, Universidad Veracruzana, 2006.
- Los fabricantes de textos. México, D.F., en Casa Refugio Philippe Ollé, 2006.
- Historia general y verdadera de la creación, conquista y donación de mis bibliotecas. México, D. F., en Palacio de Minería, Facultad de Filosofía y Letras de la UNAM, 24 de febrero de 2006.
- Rubén Darío en su nuez. México, D.F., en Palacio de Minería, Facultad de Filosofía y Letras de la UNAM, 25 de febrero de 2006.R. H. Moreno Durán, una necrología. México, marzo, 2006.
- Lugares y perfiles mexicanos en la obra y en la vida de Alfonso Reyes. Monterrey, N. L., México, Festival Alfonsino organizador por la UANL, en Capilla Alfonsina, 27 de abril de 2006.
- Manuel Toussaint, o de la bella cosecha, en Prolija Memoria. Estudios de cultura virreinal, Tomo II, núm. 1-2, noviembre de 2006, pp. 129-146.
- La terredad de todo. Una lección antológica de Eugenio Montejo Editorial Venezolana, CA, 2007.
- La Francofonía: anacrónica de un imperio interrumpido, en Francofonía y diversidad cultural. Rostros de la francofonía, Coordinación y edición de Rosalía Lendo y Laura López Morales, México, Universidad Nacional Autónoma de México y Aldus, 2007, 174 pp.
- Javier Vásconez: en la primera línea, en Apuesta. Los juegos de Vásconez, Francisco Estrella (compilador), Ecuador, Taurus, p. 70-72, 2007.
- Libro: El arte de la ironía. Carlos Monsiváis ante la crítica, Carlos Motiváis: una experiencia estética de la dialéctica de la secularización, en comp. Mabel Moraña e Ignacio Sánchez Prado, México, Universidad Nacional Autónoma de México y ediciones Era, pp. 366-374, 2007.
- Por los rumbos de Eugenio Montejo, en La terredad de todo. Una lección antológica de Eugenio Montejo, Mérida, Venezuela, Ediciones El otro, el mismo, 2007, 508 pp.
- Dictamen y algunos comentarios a la obra Miradas cruzadas: narrativas de viaje de mujeres en Argentina, 1850-1930 de Mónica Szurmuk. Instituto Mora, 2007.
- Introducción al Discurso en la entrega del Premio Alfonso Reyes 2007, en Boletín Editorial de El Colegio de México, septiembre-octubre de 2007, 3 p.
- Alfonso Reyes: de la diplomacia considerada como una de las bellas artes, en México trasatlántico, coordinado por Julio Ortega y Celia del Palacio, México, Fondo de Cultura Económica, 2008, p. 195-208.
- Venezuela Entrevista, crónicas, ensayos, narraciones, prólogo José Balza, Editorial el otro el mismo, 2009, 184 pp..
- Cartas Mexicanas (1905-1959) de Alfonso Reyes. Selección e introducción, El Colegio de México, 2009, 480 pp. ¿Y si fuera cierto que Alfonso  Reyes, escribió: Sobre Paracelso?, en la revista de la Universidad de México marzo 2009, número 61-100 al 101.
- Eduardo Lizalde: honor del poema, en Revista de la Universidad de México, número 69, p. 103-104, noviembre 2009.
- Alfonso Reyes; Nuestra lengua y otros cuatro papeles; Presentación y notas de Adolfo Castañón, p- 9-17; noviembre, 2009
- Fernando Savater, un apóstata razonable, en Boletín Editorial núm. 142, El Colegio de México, noviembre—diciembre 2009.
- Carlos Fuentes: La crítica como celebración. Enrique Flores Durán (comp.), Tributo a Fausto, p. 52-55, librosacieloabierto, 2009.
- José Medina Echavarría por Moisés González Navarro Correspondencia. Selección, prólogo y notas de Adolfo Castañón y Álvaro Morcillo Laiz, México, El Colegio de México, México, 2010.
- Alfonso Reyes: el libro de las Jitanjáforas y otros papeles Seguido de retruécanos, sonetórpidos y porras deportiva. Selección, prólogo y notas de Adolfo Castañón, México, Benito Artigas, eds. Las semanas del jardín No. 1, 2010.
- Reyes, Alfonso, en Diccionario de la Revolución Mexicana; Coordinador por: Javier Torres Parés y Gloria Villegas Moreno, UNAM, 2010, 592-598 pp.
- Semejanzas de Gabriela en voces de Mistral, en Gabriela Mistral en verso y prosa, Antología, Real Academia Española, Asociación de Academias de la lengua Española, Lima, Perú, 2010.
- Tránsito de la cocina mexicana en la historia gastronómica: mole, pozole, tamal, tortilla, chile relleno, pp. 23-24 en Saberes y sabores en México y el Caribe. Editado por Rita de Maeseneer y Patrick, Ámsterdam, Rodopi, 2010, 356 pp.
- Las palabras de El Buscón, Memorias de una librería 2003-2009, Katyna Henríquez Consalvi. La campana y el tiempo, Adolfo Castañón, Hueso Húmero Ediciones, 2005 [Palabras de Rafael Cadenas], Equinoccio, editorial, mayo de 2010, pp. 90-91.
- La excentricidad del texto. El carácter poético del Nuevo catecismo para indios remisos, Raquel Serur, Coordinadora: Carlos Monsiváis: Una experiencia estética de la dialéctica de la secularización, El estudio, UNAM, agosto 2010, 31-40 pp.
- Alfonso Reyes, Diario (1927-1930), edición crítica, introducción, notas fichas biobibliográficas e índice de Adolfo Castañón, t. II, col. Letras mexicanas, FCE, septiembre de 2010, 305 pp.
- Pauta, cuadernos de teoría y crítica musical, CHOPIN (1810—1849), Documentos CHOPIN en México: Federico Chopin (1854—1911), preparado por Adolfo Castañón a partir de la relación de Enrique de Olavarría y Ferrari”, 41-64 pp;  Influencia de Chopin en la música moderna: Max Henríquez Ureña, presentación de Adolfo Castañón, 65-83;  Arthur Rubinstein en México: Pedro Henríquez Ureña, nota y selección de Adolfo Castañón, 84-96 pp., CONACULTA, INBA, Pauta, vol. XXIX, núm. 115-116, julio-diciembre de 2010.
- Carlos Monsiváis: Una experiencia estética de la dialéctica de la secularización, en La excentricidad del texto, El carácter poético del Nuevo catecismo para indios remisos, Raquel Serur, coordinadora, UNAM, 2010.
- Michel Montaigne, La educación de los hijos, [Ezequiel Martínez Estrada], Veintisiete letras editores, 2010, prólogo pp. 7-16.
- Daniel Cosío Villegas: Un protagonista de la etapa constructiva de la Revolución Mexicana. Entrevistas de James W. Wilkie y Edna Monzón Wilkie. Edición y notas de Rafael Rodríguez Castañeda, Adolfo Castañón y Diego Flores Magón, El Colegio de México, 2011, 195 pp.
- La campana y el tiempo de Adolfo Castañón por Rafael Cadenas en Las palabras del Buscón, compiladora Katyna Henríquez Gonsalvi, Editorial Equinoccio, Universidad Simón Bolívar, El Buscón, Caracas, Ven., 2011, pp. 90-91.
- El novelista como ángel exterminador, prólogo a Los ojos de Ezequiel están abiertos de Raymond Abellio, New York Review Books, Duomo, 2011, pp. 5-12.
- Advertencia editorial: Daniel Cosío Villegas: Un protagonista de la etapa constructiva de la Revolución Mexicana, Entrevistas de James W. Wilkie y Edna Monzón Wilkie, El Colegio de México, mayo 2011, pp. 9-13.
- Traslaciones. Tedi López Mills (Comp.), Lamento de María la Parda, México, Fondo de Cultura Económica, 2011, pp. 421-437.
- Enrique Fuentes: un librero anticuario en el México del ayer porvenir en Antigua Madero Librería. “El arte de un oficio”. La caja de cerillos, México, 2012, pp. 10-15.
- Un abril para Pedro Henríquez Ureña, en Archivos Pedro Henríquez Ureña, Vol. , Estudios. Miguel D. Mena, editor, pp. 247-252; Ediciones Cielo Naranja, 2012, Santo Domingo, República Dominicana, portada interior: Máscara de Pedro Henríquez Ureña, realizada por Alberto Garduño.
- Saludo a José Luis Rivas con palabras suyas recogidas por Ana María Jaramillo, en Una temporada de paraíso. En la compañía de José Luis Rivas, Rodolfo Mendoza, Coordinador, Universidad Veracruzana, Conaculta, 2012, pp. 31-54.
- Arquitecto del aire, en José María Velasco 1840-1912, México, Instituto Nacional de Bellas Artes, Gobierno del Estado de México, 2012, p. 37.
- Un año sin Alejandro Rossi, en Alejandro Rossi, Olbeth Hansberg y Guillermo Hurtado compiladores, Universidad Nacional Autónoma de México, Instituto de Investigaciones Filosóficas, Conaculta, El Colegio Nacional, Fondo de Cultura Económica, 2012, pp. 88-113.
- El poeta como revisor. Notas para la relectura de Pasado en claro, en Pasiones y obsesiones. Secretos del oficio de escribir. Compiladora Sandra Lorenzano. México, Fondo de Cultura Económica / Universidad del Claustro de Sor Juana,  2012, pp. 50-75
- Alebrije de palabras. Escritores mexicanos en breve. José Manuel Ortiz Soto; Fernando Sánchez Clelo (antólogos), “La máscara mixteca” Adolfo Castañón, Benemérita Universidad Autónoma de Puebla, Dirección de Fomento Editorial, 2013, p. 18.
- Blanco Oro Negro de Eduardo Estala Rojas (edición de autor), “Me impresionó, en no pocos momentos,…” Adolfo Castañón, Nottingham, Reino Unido, 2012. En cuarta de forros.
- Proyecto digital de la Real Academia Española y la Asociación de Academias de la Lengua Española en la editorial Alfaguara del Grupo Santillana, del texto “Semejanzas       de Gabriela en voces de Mistral”, de Adolfo Castañón, publicado en 2010, en la edición de En verso y prosa.Antología de Gabriela Mistral, 2013.
- Cien años de una obra milenaria, ensayo sobre el libro Freud: A cien años de Tótem y tabú coordinado por: Néstor A. Braunstein, Betty B. Fuks, Carina Basualdo, editado por Siglo XXI editores, México, 2013, en revista Letras Libres, enero 2014, año XVI, número 181, pp. 86-87.
- Reyes, Alfonso (Monterrey, México, 1889-Ciudad de México, 1959), Diccionario histórico de la traducción en Hispanoamérica, Francisco Lafarga y Luis Pegenaute (eds.), Iberoamericana/Vervuert, Madrid, 2013, pp. 385-388.
- Nuevo tratado de las pasiones del alma tribal. (Alrededores del primer Premio Carlos Fuentes a Mario Vargas Llosa), Carlos Fuentes y la novela latinoamericana, Cristina Fuentes La Roche y Rodolfo Mendoza (eds.), Universidad Veracruzana, con el apoyo del Consejo Nacional para la Cultura y las Artes/Instituto Nacional de Bellas Artes/México, 2013, pp. 19-24.
- Reyes, Alfonso, en Diccionario histórico de la traducción en Hispanoamérica, Francisco Lafarga y Luis Pegenaute (eds.), Iberoamericana/Vervuert, Madrid, España, 2013, pp. 385-388.
- Reseña sobre el Diario II: París, 19 de marzo de 1927-Buenos Aires, 4 de abril de 1930 de Alfonso Reyes, edición de Adolfo Castañón, por Sebastián Pineda Buitrago en Nueva revista de filología hispánica, tomo LXI, núm. 2, julio-diciembre 2013, p. 684-688.
- Rodolfo Usigli: preparativos para un acto final: Obliteración, epílogo, Obliteración. Dos conversaciones con George Bernard Shaw. Preparativos para un acto final, Rodolfo Usigli, Bonilla Artigas Editores, S.A. de C.V., México, 2014, pp. 135-163.
- Alfonso Reyes: desde la trinchera vanguardista de 1914 hasta los jardines errantes de 1927, por Adolfo Castañón, en Intelectuales y reformistas: la Generación de 1914 en España y América, Francisco José Martín (ed.). Madrid: Biblioteca Nueva, 2014, pp. 203-231.
- Catarsis, en ¿Qué es la literatura comparada? Impresiones actuales, publicación virtual, Universidad Veracruzana, colección Investigación Colectiva IV, Biblioteca Digital de Humanidades, 2014, pp. 71-82.
- Saludo a Alfredo Ramos Martínez, en La llegada de Alfredo Ramos Martínez a la ENBA en Escuela de Pintura al aire libre. Episodios dramáticos del arte en México, primera edición, 2014, Instituto Nacional de Bellas Artes, México, pp. 85-105.
- José Balza, Red de autores. Ensayos y ejercicios de literatura hispanoamericana, México, 2011, 330 pp.
- Arturo Souto Alabarce, Cuentos a deshora, México, 2011, 157 pp.
- Emilio Uranga, Análisis del ser del mexicano y otros escritos sobre la filosofía de lo mexicano (1949-1952), selección, prólogo y notas de Guillermo Hurtado, México, 2013, 253 pp.
- Armida de la Vara, La creciente y otras narraciones, México, 2013, 198 pp.
- Rodolfo Usigli, Obliteración. Seguido de dos conversaciones con George Bernard Shaw y de Rodolfo Usigli: Preparación para un acto final: Obliteración, México, 2014, 163 pp
- 90 años de Álvaro Mutis, en Gaviero. Ensayos sobre Álvaro Mutis, Diego Valverde Villena (ed.), Madrid, Editorial Verbum, 2014, pp. 15-42.
- Comentario de Adolfo Castañón (“Adolfo Castañón (México): Malva Flores, La culpa es  por cantar. México: Literal”) en “Tu libro favorito”, por Julio Ortega
- Octavio Paz en la historia de México, palabras como moderador, Memorias de un homenaje, Octavio Paz 1914-2014, México, CONACULTA, 2014, pp. 27-49.
- Retrato coral de Octavio Paz, Memorias de un homenaje, Octavio Paz 1914-2014, México, CONACULTA, 2014, pp. 227-228.
- Un noble sello editorial, en Colección Ficción: testimonios desde la memoria colectiva, Luis Arturo Ramos (coord.), 1ª ed., Xalapa, Veracruz, México, Universidad Veracruzana, 2014, pp. 139-145.
- Pedro Henríquez Ureña, En la orilla: gustos y colores, edición y notas Miguel D. Mena, con texto de Adolfo Castañón “Un abril para Pedro Henríquez Ureña. En la orilla: gustos y colores”, México, Bonilla Artigas Editores, 2014, pp. 113-139
- Paul-Henri Giraud, Octavio Paz. Hacia la transparencia, traducción de David Medina Portillo. Texto de la cuarta de forros de Adolfo Castañón, El Colegio de México, Centro de Estudios Lingüísticos y Literarios, México, 2015. 592 pp.
- Tercera Tenochtitlán, Adolfo Castañón y Marcela Pimentel, Algo sangra. Aproximaciones críticas a Eduardo Lizalde, comp. Marco Antonio Campos, México, Ediciones sin nombre, 2015, pp. 92- 95.
- Lord Acton, Surgimiento y caída del imperio mexicano, presentación, traducción y notas de Adolfo Castañón, versión electrónica, Mexican Cultural Center, 2015.
- Susana Francis, Diálogos con el espejo, prólogo de Adolfo Castañón, México, Fondo Editorial del Estado de México (FOEM), Colección Letras Suma de Días, 2015, 169 pp. México y la UNESCO, la UNESCO y México: Historia de una relación. Escrito por Nuria Sanz y Carlos Tejada. Editado por Oficina de la UNESCO en México, 400 pp.
- Adolfo Castañón, Para una lectura de Visión de Anáhuac, en el libro: Alfonso Reyes, Visión de Anáhuac, Visiones y revistaciones: una lectura crítica, Alfonso Rangel Guerra, editor José Javier Villarreal, México, Secretaría de Producción Editorial, FFYL, UANL, 2016, pp. 75-98.
- Cartas cruzadas: Arnaldo Orfila, Octavio Paz, 1965-1970, presentación, Jaime Labastida; introducción y notas, Adolfo Castañón: con la colaboración de Milenka Flores y Alma Delia Hernández; México, Siglo XXI Editores, 2016.
- Octavio Paz y Arnaldo Orfila La Publicación de Posdata, fragmento de la introducción de Adolfo Castañón para Cartas cruzadas 1965-1970, edición de Adolfo Castañón, El Cultural, Suplemento de La Razón, núm. 51, sábado 11 de junio de 2016, Primer aniversario, pp. 7-9.[8]
- José Gaos, Materiales para una autobiografía filosófica: confesiones profesionales, otros ensayos y papeles. Seguido de Una tarde con mi padre, por Ángeles Gaos de Camacho; advertencia y selección de Adolfo Castañón, Madrid : Iberoamericana, 2016
- Adolfo Castañón, ¿Homenaje o vasallaje?, en Los contemporáneos y su tiempo, Secretaría de Cultura, Instituto Nacional de Bellas Artes, 1ª edición, 2016, pp. 84-93.
- Emilio Uranga, Algo más sobre José Gaos. Seguido de una Bibliohemerografía aproximada. Advertencia, edición y selección de Adolfo Castañón El Colegio de México, colección Testimonios, 2016, 174 pp.
- Texto de solapa a El sonido de la sal de Ana María Jaramillo, México, Ediciones sin Nombre, 2016.
- Guillermo Hurtado, Una confesión personal, Letras Libres, 213, septiembre 2016, año XVIII, pp. 59-61,  reseña sobre Materiales para una autobiografía filosófica, advertencia y selección de Adolfo Castañón.
- Paul Ricoeur, Escritos y conferencias 3. Antropología filosófica, textos reunidos, anotados y presentados por Johann Michel y Jérôme Porée, traducción de Adolfo Castañón, México, Siglo XXI Editores, 2016, 368 pp.
- Jean Meyer: L’esprit de l’escalier, Unas historias conectadas con Jean Meyer, Ana María de la O Castellanos Pinzón y Juan Manuel Durán Juárez coords., Universidad de Guadalajara, 2016, pp. 31-46.
- Periolibros, México y la UNESCO, la UNESCO y México: Historia de una relación, México, 2016, pp. 312 y 320.
- Alfonso Reyes: un pacto estético y político. Prólogo a Visión de Anáhuac (1519) traducido al japonés, Biblioteca de México, número 156, 2016, pp. 44-47.
- Ifigenia pide vida. Notas misceláneas en torno a Ifigenia cruel, en Ifigenia cruel: una literatura crítica, editor, prefacio y compilador José Javier Villarreal, Alfonso Rangel Guerra, et. al., México, SEP, FFYL. UANL, 2017, pp. 117-136.
- Alfonso Reyes, Visión de México, edición, estudio y notas de Adolfo Castañón, con la colaboración de Alma Delia Hernández, Lourdes Borbolla, Gilda Lugo Abreu, Rosado, Juan Antonio, Martha Bremauntz, Ana Cristina Villa Gawrys, Susana Monreal Romero, Verónica Báez y David Medina Portillo, México, Academia Mexicana de la Lengua, Colección Clásicos de la Lengua Española, con el apoyo de la Secretaría de Educación Pública, el Consejo Nacional de Ciencia y Tecnología, Grupo Pegaso y Grupo Espinosa, 2016. T. I, 821 pp. y T. II, 1217 pp.
- Paz, Octavio, Los signos en rotación: ensayos y cartas, Marie José Paz dirección, Malva Flores edición y ensayo, Adolfo Castañón asesoría, México, El Colegio Nacional, 2017, 223 pp.
- Poesía, Alfonso Reyes coordinado por Carlos Fuentes; prólogo de Adolfo Castañón, Fondo de Cultura Económica, Cátedra Alfonso Reyes del Tecnológico de Monterrey, FLM, colección Capilla Alfonsina; 12, primera edición, 2017, pp. 9-49.
- Adolfo Castañón, En busca de Montaigne. Historia de un libro, en Liliana Weinberg (coord.), El ensayo en diálogo, t. I, México, UNAM, pp. 107-118.
- Adolfo Castañón, Advertencia editorial de Visión de México, en Biblioteca de México, Clásicos de la lengua española de la Academia Mexicana de la Lengua, número 162, 2017.
- Alfonso Reyes / Pedro Henríquez Ureña, Correspondencia III 1925-1944, con la colaboración de Isaura Contreras, Alma Delia Hernández, Lourdes Borbolla, Verónica Báez y Gilda Lugo Abreu, México, Fondo de Cultura Económica, El Colegio de México, 2018, en prensa.
- Binocular para Susana Wald en Luna Llena. Susana Wald 80 años, Santiago de Chile, Xaleshem ediciones, 2018, pp. 23-26.
- Gonzalo Rojas y América en La otra figura. Estudios sobre Gonzalo Rojas, Antonio Fernández Ferrer y Juan Antonio González Fuentes (eds.), Sevilla, Renacimiento, 2018, pp. 76-92.
- Adolfo Castañón, 1975. Lecturas en 1968-2018. Historia colectiva del medio siglo, coordinador Claudio Lomnitz, 1ª ed., UNAM, agosto, 2018, pp. 79-91.

## Serie de entrevistas:Los maestros detrás de las ideas

### 2005
Programa Los maestros detrás de las ideas, entrevista hecha a Ernesto De la Torre Villar: Pasión por la historia, 2005.
Programa Los maestros detrás de las ideas, entrevista hecha a Fernando López Carmona: ·El lenguaje de las formas, 2005.
Programa Los maestros detrás de las ideas, entrevista hecha a Sergio Fernández: Disciplina y talento, 2005.
Programa Los maestros detrás de las ideas, entrevista hecha a Margit Frenk: Maestra entre dos mundos, 2005.
Programa Los maestros detrás de las ideas, entrevista hecha a Margo Glantz: Personalidad multifacética, 2005.
Programa Los maestros detrás de las ideas, entrevista hecha a Miguel León Portilla: El gran Tlamatini, 2005.
Programa Los maestros detrás de las ideas, entrevista hecha a Ruy Pérez Tamayo: Un científico humanista, 2005.
Programa Los maestros detrás de las ideas, entrevista hecha a Adolfo Sánchez Vázquez: Lucidez y congruencia, 2005.
Programa Los maestros detrás de las ideas, entrevista hecha a Leopoldo Zea: Disciplina y talento, 2005.

### 2006
Programa Los maestros detrás de las ideas, entrevista hecha a Aurora Arnaiz Amigo: Entre el estado y la justicia, 2006.
Programa Los maestros detrás de las ideas, entrevista hecha a Helena Beristáin: La experiencia de la enseñanza, 2006.
Programa Los maestros detrás de las ideas, entrevista hecha a Rubén Bonifaz Nuño, La voluntad del humanismo, 2006.
Programa Los maestros detrás de las ideas, entrevista hecha a Néstor De Buen Lozano: La ciudad del derecho, 2006.
Programa Los maestros detrás de las ideas, entrevista hecha a Horacio Durán: La expresión del sentimiento, 2006.
Programa Los maestros detrás de las ideas, entrevista hecha a Santiago Genovés Tarazaga: La expedición como laboratorio, 2006.
Programa Los maestros detrás de las ideas, entrevista hecha a Juliana González Valenzuela: Por los senderos de la ética, 2006.
Programa Los maestros detrás de las ideas, entrevista hecha a Jesús Guzmán García: Forjador de científicos, 2006.
Programa Los maestros detrás de las ideas, entrevista hecha a Rubén Lisker Y.: De la genética a la bioética, 2006.
Programa Los maestros detrás de las ideas, entrevista hecha a José G. Moreno de Alba.: De la lengua a la lingüística: Una vocación, 2006.
Programa Los maestros detrás de las ideas, entrevista hecha a Enrique Piña Garza: Misterio, vida, materia, 2006.
Programa Los maestros detrás de las ideas, entrevista hecha a Octavio Rivero Serrano: Las dos miradas de la educación, 2006.
Programa Los maestros detrás de las ideas, entrevista hecha a Ricardo Tapia Ibargüengoytia: La exploración de las neuronas, 2006.
Programa Los maestros detrás de las ideas, entrevista hecha a Luis Villoro Toranzo: La conciencia del otro, 2006.

### 2007
Programa Los maestros detrás de las ideas, entrevista hecha a Juan Benito Artigas: Entre las columnas de la arquitectura y la historia, 2007.
Programa Los maestros detrás de las ideas, entrevista hecha a Roger Bartra: Entre el espejo y la conciencia, 2007.
Programa Los maestros detrás de las ideas, entrevista hecha a Juan Brom O.: Historia, vida y dialéctica, 2007.
Programa Los maestros detrás de las ideas, entrevista hecha a José Pascual Buxó: Filología, amor y conocimiento, 2007.
Programa Los maestros detrás de las ideas, entrevista hecha a Jorge Carpizo McGregor: Universidad, justicia y derecho, 2007.
Programa Los maestros detrás de las ideas, entrevista hecha a Victoria Chagoya de Sánchez: Los horizontes de la bioquímica, 2007.
Programa Los maestros detrás de las ideas, entrevista hecha a Luis De la Peña Auerbach: Navegante entre fronteras, 2007.
Programa Los maestros detrás de las ideas, entrevista hecha a Héctor Fix-Zamudio: Humanista del derecho, 2007.
Programa Los maestros detrás de las ideas, entrevista hecha a Pablo González Casanova: Los terrenos intelectuales de la democracia, 2007.
Programa Los maestros detrás de las ideas, entrevista hecha a Carlos Larralde Rangel: Certidumbre y medicina, 2007.
Programa Los maestros detrás de las ideas, entrevista hecha a Alfredo López Austin: Los grandes horizontes de la historia, 2007.
Programa Los maestros detrás de las ideas, entrevista hecha a Eduardo Matos Moctezuma: El descubrimiento de la ciudad subterránea, 2007.
Programa Los maestros detrás de las ideas, entrevista hecha a Álvaro Matute Aguirre: La inteligencia de la historia, 2007.
Programa Los maestros detrás de las ideas, entrevista hecha a Marcos Moshinsky: Entre la física y las matemáticas, 2007.
Programa Los maestros detrás de las ideas, entrevista hecha a Herminia Pasantes Ordoñez: El lenguaje radiante de las neuronas, 2007.
Programa Los maestros detrás de las ideas, entrevista hecha a Aline Schunemann de Aluja: Ética para la vida animal, 2007.
Programa Los maestros detrás de las ideas, entrevista hecha a Josefina Zoraida Vázquez y Vera: Historia, memoria y educación, 2007.

### 2008
Programa Los maestros detrás de las ideas, entrevista hecha a Salvador Armendares Sagrera: Pionero de la genética en México, 2008.
Programa Los maestros detrás de las ideas, entrevista hecha a René Drucker Colín: Ciencia, audacia, inteligencia, 2008.
Programa Los maestros detrás de las ideas, entrevista hecha a Ifigenia Martínez Hernández: Finanzas públicas y soberanía, 2008.
Programa Los maestros detrás de las ideas, entrevista hecha a Josefina Muriel De la Torre: Gran dama de la historiografía, 2008.
Programa Los maestros detrás de las ideas, entrevista hecha a Luis Nishizawa: La pasión por el color, 2008.
Programa Los maestros detrás de las ideas, entrevista hecha a Manuel Peimbert Sierra: El universo y el orden de los elementos, 2008.
Programa Los maestros detrás de las ideas, entrevista hecha a Aurora Pimentel Anduiza: Los caminos de la teoría, la crítica y la literatura comparada, 2008.
Programa Los maestros detrás de las ideas, entrevista hecha a Octavio Rodríguez Araujo: Utopía, cátedra, política, 2008.
Programa Los maestros detrás de las ideas, entrevista hecha a Ruiz de la José Antonio Herrán Villagómez: La imaginación en la técnica y en la ciencia, 2008.
Programa Los maestros detrás de las ideas, entrevista hecha a Silvia Torres Peimbert: En busca del nacimiento de las galaxias, 2008.
Programa Los maestros detrás de las ideas, entrevista hecha a Germán Viveros Maldonado: La vocación civil de las humanidades, 2008.

### 2009
Programa Los maestros detrás de las ideas, entrevista hecha a Gilberto Aceves Navarro: Las edades de la pintura, 2009.
Programa Los maestros detrás de las ideas, entrevista hecha a Jesús Aguirre Cárdenas: La arquitectura en la teoría, la pedagogía en la práctica, 2009.
Programa Los maestros detrás de las ideas, entrevista hecha a José de Jesús Bazán Levy: Audacia y vindicación del C.C.H., 2009.
Programa Los maestros detrás de las ideas, entrevista hecha a Enrique Cervantes Sánchez: El oficio de hacer ciudades, 2009.
Programa Los maestros detrás de las ideas, entrevista hecha a Rolando Cordera Campos: De crisis y transiciones, 2009.
Programa Los maestros detrás de las ideas, entrevista hecha a Arnaldo Córdova: Hacia la crítica de la razón histórica en México, 2009.
Programa Los maestros detrás de las ideas, entrevista hecha a Sergio García Ramírez: Derecho, justicia, ciencia, 2009.
Programa Los maestros detrás de las ideas, entrevista hecha a Enrique González Pedrero, 2009.
Programa Los maestros detrás de las ideas, entrevista hecha a Miguel Ángel Granados Chapa: Prensa y poder. 2009.
Programa Los maestros detrás de las ideas, entrevista hecha a Federico Ibarra Groth: Experiencias de la música, ideas e imaginación, 2009.
Programa Los maestros detrás de las ideas, entrevista hecha a Jaime Labastida Ochoa: Del pensamiento a la palabra, 2009.
Programa Los maestros detrás de las ideas, entrevista hecha a Jorge López Páez: Vocación, escritura, obra. 2009.
Programa Los maestros detrás de las ideas, entrevista hecha a Margarita Peña Muñoz: Investigaciones literarias y enseñanzas de las letras virreinales, 2009.
Programa Los maestros detrás de las ideas, entrevista hecha a Fernando Pineda Gómez: Urbanismo y restauración de la arquitectura, 2009.
Programa Los maestros detrás de las ideas, entrevista hecha a Jorge Rickards Campbell. 2009.
Programa Los maestros detrás de las ideas, entrevista hecha a Álvaro Sánchez González: De arquitectura y urbanismo, 2009.
Programa Los maestros detrás de las ideas, entrevista hecha a José Sarukhan Kermez: La vida como ciencia y arte, 2009.
Programa Los maestros detrás de las ideas, entrevista hecha a Modesto Seara Vázquez: Del derecho del espacio exterior a la universidad virtual, 2009.
Programa Los maestros detrás de las ideas, entrevista hecha a Armando Shimada Miyasaka: La ciencia y la alimentación animal, 2009.
Carlos Fuentes: La crítica como celebración. Enrique Flores Durán (comp.), Tributo a Fausto, p. 52-55, librosacieloabierto, 2009.

### 2010
Programa Los maestros detrás de las ideas, entrevista hecha a Larissa Adler Lomnitz. 2010.
Programa Los maestros detrás de las ideas, entrevista hecha a Antonio Alatorre. 2010.
Programa Los maestros detrás de las ideas, entrevista hecha a Arturo Azuela Arriaga: La pluralidad en la ciencia y en la literatura, 2010.
Programa Los maestros detrás de las ideas, entrevista hecha a Gloria Contreras. 2010.
Programa Los maestros detrás de las ideas, entrevista hecha a Helen Escobedo: Escritura, creación en movimiento, 2010.
Programa Los maestros detrás de las ideas, entrevista hecha a Julieta Fierro. 2010.
Programa Los maestros detrás de las ideas, entrevista hecha a Manuel González Casanova. 2010.
Programa Los maestros detrás de las ideas, entrevista hecha a Jaime Martuscelli. 2010.
Programa Los maestros detrás de las ideas, entrevista hecha a Aurora M. Ocampo. 2010.
Programa Los maestros detrás de las ideas, entrevista hecha a Carlos Prieto. 2010.
Programa Los maestros detrás de las ideas, entrevista hecha a Daniel Reséndiz Núñez: La ingeniería como experiencia vital, 2010.
Programa Los maestros detrás de las ideas, entrevista hecha a Alejandro Rossi. 2010.
Programa Los maestros detrás de las ideas, entrevista hecha a Arturo Souto: Memorias de España y de México a través de sus letras, 2010.

### 2012
Programa Los maestros detrás de las ideas, entrevista hecha a Arturo Azuela: La pluralidad de la ciencia y la literatura, 2012.

## SerieLetras y voces de la Academia Mexicana de la Lengua
- Entrevista con don Javier Garciadiego
- Entrevista con Felipe Garrido
- Entrevista con Hugo Hiriart
- Entrevista con Yolanda Lastra
- Segunda parte de la “Entrevista con Javier Garciadiego

## Entrevistas
- Entrevista hecha a Salvador Elizondo. México, Revista de la Universidad, UNAM, abril, 2006.
- Para la TV universitaria. Bogotá, Colombia, Universidad de Antioquia. Entrevistadora: Gloria Posada; productora: Lucrecia Piedrahíta, 29 de abril, 2006.
- Entrevista hecha por Alida Piñón a Adolfo Castañón en Diario Monitor, El crítico literario viene a ser algo así como un cartero  jueves 30 de octubre de 2008, p. 6c.
- Entrevista hecha por Daniella Giacomán Vargas en La Opinión, miércoles 5 de noviembre de 2008, p. 38-39.
- Cuestionario Proust. Otra nube (entrevista hecha por Eduardo Estala Rojas), Literal; Latín American Voices, vol. 20, primavera 2010, p.18.

- Varios libros en la celebración de sus 60 años. Detrás de mi vocación de poeta está la de arqueólogo: Castañón. Entrevistadora: Silvina Espinoza de los Monteros en Periódico El Financiero, 25 de septiembre de 2012, p. 36.
- Viaje a la constelación del centauro, entrevista de Eduardo Estala Rojas, en La Cultura en México, revista Siempre!, núm. 3056, Año LVIII, agosto de 2013.
- Entrevista hecha por Guadalupe Alonso a Adolfo Castañón, en Canal 22 el 29 de enero de 2014 a las 20:00 horas.
- Entrevista hecha por Guadalupe Alonso a Adolfo Castañón, por Guadalupe Alonso para TVUNAM el 21 de febrero de 2014.
- Entrevista hecha por La Crónica a Adolfo Castañón, 21 de febrero de 2014 a las 12:30 horas.
- Entrevista hecha por el Canal del Congreso, a Adolfo Castañón para el programa especial dedicado a Octavio Paz, 10 de marzo del 2014.
- Entrevista del Canal 40 a Adolfo Castañón, conducido por Oscar Mario Beteta sobre Octavio Paz, 14 de marzo de 2014.
- Entrevista en la Fonoteca Nacional con Jesús Alejo para la estación de radio por internet La estación violenta, 7 de mayo de 2014.
- Entrevista hecha por Radio Red 1110 AM, para el programa La república de las letras, con Humberto Musacchio, el 17 de agosto de 2014.
- Entrevista hecha por Radio UNAM sobre Eduardo Galeano, viernes 21 de abril de 2015 a las 9:30.
- Entrevista hecha por Clío, sobre Porfirio Díaz, 22 de junio de 2015.
- Entrevista hecha por SPR Canal 30 para un documental sobre Ramón López Velarde, 7 de diciembre de 2015, que saldrá en febrero de 2016. También participaron Jaime Labastida, Vicente Quirarte y Felipe Garrido.
- Asistencia al programa radiofónico A pie de página conducido por Fernando Fernández para hablar sobre la Correspondencia Arnaldo Orfila-Octavio Paz, 27 de junio de 2016.
- Erwin Nova a Adolfo Castañón para hablar de un libro sobre Arnaldo Orfila publicado en Siglo XXI, 28 de junio de 2016.
- Entrevista hecha por Canal 11 para el programa Historias de vida, dedicado a Juan José Arreola, producido por Javier Pérez y responsable Jesús Fuentes, 12 de septiembre de 2016.
- Entrevista hecha por Jorge Cruz Teista, para el video conmemorativo de los 60 años de la Editorial de la Universidad Veracruzana.
- Entrevista hecha por Víctor García Guía por el país llamado Monsiváis, Revista Lee+, de Gandhi, año VIII, número 103, diciembre de 2017, pp. 14-15.
- Entrevista hecha por el programa de televisión Agenda pública con José Carreño Carrión, mesa con José Manuel Cuéllar y Guillermo Hurtado, sobre La revolución inconclusa: La filosofía de Emilio Uranga, artífice oculto del PRI, jueves 5 de abril a las  6 de la tarde.
- Entrevista para el programa Agenda Pública con José Carreño, programa del 6 de mayo de 2018, en la librería Rosario Castellanos, sobre el libro “La revolución inconclusa” y Emilio Uranga.
- Entrevista por Gerardo Grande Castañón recorre Francia a través de la mirada crítica de Alfonso Reyes, en la sección de cultura de La Razón, 30 de mayo de 2018. A propósito de Estaciones de Francia.[9]
- Entrevista con Javier Solórzano para el noticiero de Canal 11, 24 de agosto de 2018.

### Primer año de entrevistas IMER
| Conductor Invitado                | Invitado          | Tema                                                  |
| Ignacio Padilla y Adolfo Castañón | Felipe Garrido    | "Verdades y mitos de la Lectura"                      |
| Adolfo Castañón                   | Jaime Labastida   | "Labastida, director de la academia"                  |
| Adolfo Castañón                   | Julieta Fierro    | "Julieta en la Academia"                              |
| Adolfo Castañón                   | Ignacio Padilla   | "Ignacio Padilla y su labor en la Academia"           |
| Adolfo Castañón                   | Margit Frenk      | "La Antigua lírica popular hispánica"                 |
| Adolfo Castañón                   | Patrick Johansson | "Patrick y la cultura indígena mexicana"              |
| Ignacio Padilla y Adolfo Castañón | Gonzalo Celorio   | "Gonzalo, de la infancia a la docencia"               |
| Adolfo Castañón                   | Jaime Labastida   | "Labastida Poeta"                                     |
| Adolfo Castañón                   | Julieta Fierro    | "Biografía de Julieta Fierro"                         |
| Adolfo Castañón                   | Ignacio Padilla   | "Ignacio Padilla, la persona"                         |
| Adolfo Castañón                   | Margit Frenk      | "De las jarchas a las coplas, Margit Frenk"           |
| Adolfo Castañón                   | Patrick Johansson | "Los maestros de Patrick Johansson"                   |
| Ignacio Padilla y Adolfo Castañón | Gonzalo Celorio   | "Gonzalo Celorio, escritor"                           |
| Ignacio Padilla y Adolfo Castañón | Felipe Garrido    | "Miembros de la Academia"                             |
| Adolfo Castañón                   | Jaime Labastida   | "Labastida, hombre de pensamiento"                    |
| Adolfo Castañón                   | Julieta Fierro    | "Julieta y la ciencia"                                |
| Adolfo Castañón                   | Ignacio Padilla   | "Ignacio Padilla, su vocación literaria"              |
| Adolfo Castañón                   | Margit Frenk      | "El Quijote"                                          |
| Adolfo Castañón                   | Patrick Johansson | "Patrick Johansson y el Náhuatl"                      |
| Adolfo Castañón                   | Gonzalo Celorio   | "Gonzalo Celorio y la Academia Mexicana de la Lengua" |

### Segundo año de entrevistas IMER
| Conductor Invitado              | Invitado         | Tema                                                         |
| Adolfo Castañón Julieta Fierro  | Leopoldo Valiñas | “Leopoldo Valiñas y la lingüística”                          |
| Adolfo Castañón Julieta Fierro  | Leopoldo Valiñas | “Leopoldo Valiñas y las lenguas indígenas”                   |
| Adolfo Castañón Julieta Fierro  | Leopoldo Valiñas | “Leopoldo Valiñas y la diversidad lingüística en México”     |
| Adolfo Castañón                 | Felipe Garrido   | “Las primeras letras de Felipe Garrido”                      |
| Adolfo Castañón                 | Felipe Garrido   | “Felipe Garrido, editor”                                     |
| Adolfo Castañón                 | Felipe Garrido   | “Los escritores más relevantes en la vida de Felipe Garrido” |
| Adolfo Castañón Ignacio Padilla | Eduardo Lizalde  | “Eduardo Lizalde, voz y vida”                                |
| Adolfo Castañón Ignacio Padilla | Eduardo Lizalde  | “El tigre en la casa, Eduardo Lizalde”                       |
| Adolfo Castañón Ignacio Padilla | Eduardo Lizalde  | “La obra poética de Eduardo Lizalde”                         |
| Ignacio Padilla                 | Adolfo Castañón  | “La infancia de Adolfo Castañón”                             |
| Ignacio Padilla                 | Adolfo Castañón  | “Adolfo castañón como ensayista”                             |
| Ignacio Padilla                 | Adolfo Castañón  | “Adolfo Castañón y los libros”                               |
| Adolfo Castañón                 | Tarcisio Herrera | “Tarsicio Herrera, los primeros años y las primeras letras”  |
| Adolfo Castañón                 | Tarcisio Herrera | “Tarcisio Herrera y la tertulia del mate”                    |
| Adolfo Castañón                 | Tarcisio Herrera | “Las letras y la música de Tarcisio Herrera”                 |

## Distinciones, miembro de sociedades y premios
- Premio Diana Moreno Toscano, (1976)
- La Gaceta: Premio Nacional de Periodismo y de Información, “Divulgación Cultural” (1987).
- Societé Internationale des Amis de Michel de Montaigne (París, Francia), (1991).
- Premio Nacional de Literatura Mazatlán, (1995).
- Sociedad Europea de Cultura (Roma, Italia), (2000).
- El gobierno francés lo distinguió con la orden de Caballero de las Artes y de las Letras, en (2003).
- Oficial de la Orden de las Artes y de las Letras (otorgado por el Gobierno de la República Francesa), (2004).
- Premio Xavier Villaurrutia (2008).
- Reconocimiento del H. Ayuntamiento del Municipio de Carmen, Campeche como Visitante Distinguido, 15 de julio de (2008).
- Homenaje al bibliófilo, Piensa y Trabaja, Universidad de Guadalajara y la XXIII Feria Internacional del Libro de Guadalajara, Diciembre (2009).
- Club de periodistas de México, A.C., XXXIX Certamen Nacional de Periodismo TV-UNAM, Diciembre (2009).
- Premio Nacional de Periodismo José Pagés Llergo, Programa Cultural TV UNAM. Gobierno del estado de Tabasco, 14 de abril de (2010).
- Reconocimiento editorial al mérito editorial Universidad Autónoma de Nuevo León, (2012).

·        